# Liste der Kulturdenkmale in der Inneren Altstadt
Die Liste der Kulturdenkmale in der Inneren Altstadt enthält die Kulturdenkmale des Stadtteils Innere Altstadt in der Dresdner Gemarkung Altstadt I.

Diese Gemarkung gliedert sich in die Stadtteile Innere Altstadt, Pirnaische Vorstadt, Seevorstadt und Innere Wilsdruffer Vorstadt.

Die Anmerkungen sind zu beachten.
Diese Liste ist eine Teilliste der Liste der Kulturdenkmale in Dresden.

Diese Liste ist eine Teilliste der Liste der Kulturdenkmale in Sachsen.

## Legende
- Bild: Bild des Kulturdenkmals, ggf. zusätzlich mit einem Link zu weiteren Fotos des Kulturdenkmals im Medienarchiv Wikimedia Commons. Wenn man auf das Kamerasymbol klickt, können Fotos zu Kulturdenkmalen aus dieser Liste hochgeladen werden:
- Bezeichnung: Denkmalgeschützte Objekte und ggf. Bauwerksname des Kulturdenkmals
- Lage: Straßenname und Hausnummer oder Flurstücknummer des Kulturdenkmals. Die Grundsortierung der Liste erfolgt nach dieser Adresse. Der Link (Karte) führt zu verschiedenen Kartendiensten mit der Position des Kulturdenkmals. Fehlt dieser Link, wurden die Koordinaten noch nicht eingetragen. Sind diese bekannt, können sie über ein Tool mit einer Kartenansicht einfach nachgetragen werden. In dieser Kartenansicht sind Kulturdenkmale ohne Koordinaten mit einem roten bzw. orangen Marker dargestellt und können durch Verschieben auf die richtige Position in der Karte mit Koordinaten versehen werden. Kulturdenkmale ohne Bild sind an einem blauen bzw. roten Marker erkennbar.
- Datierung: Baubeginn, Fertigstellung, Datum der Erstnennung oder grobe zeitliche Einordnung entsprechend des Eintrags in der sächsischen Denkmaldatenbank
- Beschreibung: Kurzcharakteristik des Kulturdenkmals entsprechend des Eintrags in der sächsischen Denkmaldatenbank, ggf. ergänzt durch die dort nur selten veröffentlichten Erfassungstexte oder zusätzliche Informationen
- ID: Vom Landesamt für Denkmalpflege Sachsen vergebene, das Kulturdenkmal eindeutig identifizierende Objekt-Nummer. Der Link führt zum PDF-Denkmaldokument des Landesamtes für Denkmalpflege Sachsen. Bei ehemaligen Kulturdenkmalen können die Objektnummern unbekannt sein und deshalb fehlen bzw. die Links von aus der Datenbank entfernten Objektnummern ins Leere führen. Ein ggf. vorhandenes Icon  führt zu den Angaben des Kulturdenkmals bei Wikidata.

## Innere Altstadt
| Bild                                    | Bezeichnung | Lage                                      | Datierung | Beschreibung | ID       |
| --------------------------------------- | --- | ----------------------------------------- | --- | --- | -------- |
| Weitere Bilder                          | Haus Altmarkt | Altmarkt 4 (Karte)                        | 1953–1956 (Wohn- und Geschäftshaus) | Wohn- und Geschäftshaus in geschlossener Bebauung; mit Restaurantzone in Erdgeschoss und 1. Obergeschoss, Sandstein-Putzfassaden, Vorbau auf Pfeilerarkatur, im Stil der Nationalen Bautradition der 1950er Jahre, markante Zentrumsbebauung, wichtiges Zeugnis des Wiederaufbaus nach 1945, baugeschichtlich, künstlerisch und städtebaulich bedeutend (siehe auch Gewandhausstraße, Kreuzstraße, Ringstraße, Weiße Gasse und Wilsdruffer Straße). Architekt: Herbert Schneider. | 09213825 |
| Weitere Bilder                          | Altmarkt-Keller                                                                                                   | Altmarkt 5; 6 (Karte)                     | 1953–1956 (Wohn- und Geschäftshaus) | Wohn- und Geschäftshauszeile in geschlossener Bebauung, originale Ladenausstattungen Schuhhaus Gazelle (Nr. 5) und Herrenmoden (Nr. 6) sowie Restaurant (Nr. 5); markante Bauten mit Ladenzone in Erdgeschoss und 1. Obergeschoss, Sandstein-Putzfassaden, im Stil der Nationalen Bautradition der 1950er Jahre, markante Zentrumsbebauung, wichtiges Zeugnis des Wiederaufbaus nach 1945, baugeschichtlich, künstlerisch und städtebaulich bedeutend (siehe auch Gewandhausstraße, Kreuzstraße, Ringstraße, Weiße Gasse und Wilsdruffer Straße), erbaut nach Plänen von Herbert Schneider und Kollektiv. | 09213826 |
| Weitere Bilder                          | Wohn- und Geschäftshauszeile                                                                                      | Altmarkt 21; 22; 23; 24 (Karte)           | 1953–1955 (Wohn- und Geschäftshaus) | Wohn- und Geschäftshauszeile in geschlossener Bebauung (darunter der Verbindungsbau zur Seestraße mit Durchgang zur Webergasse), Sandstein-Putzfassaden, Ladenvorbau auf Pfeilerarkatur, im Stil der Nationalen Bautradition der 1950er Jahre, markante Zentrumsbebauung, wichtiges Zeugnis des Wiederaufbaus nach 1945, baugeschichtlich, künstlerisch und städtebaulich bedeutend (siehe auch Seestraße, Dr.-Külz-Ring und Wallstraße), erbaut nach Plänen von Johannes Rascher und Kollektiv. | 09213832 |
| Weitere Bilder                          | HO-Warenhaus; Intecta; Centrum Warenhaus                                                                          | Altmarkt 25 (Karte)                       | bezeichnet 1955 (Kaufhaus) | Kaufhaus in geschlossener Bebauung und Ecklage; als Kopfbau Teil der bemerkenswerten Altmarktbebauung, im Stil der Nationalen Bautradition der 1950er Jahre, baugeschichtlich, markante Zentrumsbebauung, wichtiges Zeugnis des Wiederaufbaus nach 1945, künstlerisch und städtebaulich bedeutend (siehe auch Altmarkt 21–24, Dr.-Külz-Ring, Seestraße und Wallstraße sowie Wilsdruffer Straße 25), erbaut nach Plänen von Alexander Künzer und Kollektiv. | 09213841 |
| Weitere Bilder                          | Frauenkirche | An der Frauenkirche (Karte)               | 1726–1734 (Ev.-luth. Kirche), 1736 vollendet (Orgel), 1616 (Schmerzensmann), 17. und frühes 18. Jh. (Grabsteine)                                    | Kirche (mit Altar im Inneren und weiterer Ausstattung), errichtet von George Bähr (1738); Zentralbau mit Chor, steinerne Kuppel (1736) und Laterne, bedeutendster barocker protestantischer Kirchenbau Sachsens und einer der bedeutendsten Deutschlands, überragende Architektur, baugeschichtlich, künstlerisch, städtebauliche und wissenschaftlich bedeutend. 1945 fast vollständig zerstört, von 1993 bis 2005 unter Verwendung von Originalteilen wiedererrichtet. | 09213916 |
| Weitere Bilder                          | Coselpalais | An der Frauenkirche 12 (Karte)            | um 1765, zwei Torhausflügel (Gebäudeteil), um 1765 (Grundstückseinfassung), um 1765 (Säulenfigur)                                                   | Zwei Torhausflügel eines Stadtpalais mit Ehrenhofeinfassung; zweigeschossige Bauten mit Rundgiebeln, Trophäen und Balustraden, die Einfassung aus Pfeilern mit Putten vom Bildhauer Johann Gottfried Knöffler (1715–1779) sowie schmiedeeisernem Zaunsgitter und Tor, als original erhaltenen Teile eines der bedeutendsten barocken Wohnbauten Dresdens und mit dem aufwändigen Figurenschmuck baugeschichtlich, künstlerisch und ortsgeschichtlich bedeutend. Errichtet von Julius Heinrich Schwarze und Christian Gottfried Hahmann, um 1902 erweitert, 1945 weitgehend zerstört, 1951 Reste des Hauptgebäudes gesprengt, Wiederaufbau von 1967 bis 2000. | 09214063 |
| Weitere Bilder                          | Geborgene Bauteile eines barocken Bürgerhauses                                                                    | An der Frauenkirche 16 (Karte)            | nach 1728 (Gebäudeteil) | Geborgene Bauteile; profilierte Brüstungsplatte, Gewände mit Blattgehänge und Blumengehänge, Kapitelle, Konsolen, Kartusche usw., in Fassade des Neubaus einbezogen, baugeschichtlich bedeutend. Der sog. Krell-Brunnen vom ehem. Haus des Nikolaus Krell (1551–1601) im Innenhof von Nr. 17 wird hier jedoch nicht erwähnt. | 09210284 |
| Weitere Bilder                          | Kreuzkirche | An der Kreuzkirche 1 (Karte)              | 1764–1792 (Kirche), 1963 (Orgel), 1900 (Relief), 1613 (Relief)                                                                                      | Kirche (mit Ausstattung); bedeutender vor allem barocker Kirchenbau, dreischiffige Halle mit eingebauten Emporen und Westturm, dazu Ausstattung einschließlich Orgelprospekt im nüchternen Stil der Wiederaufbauzeit nach 1945, Hauptpfarrkirche Dresdens, bestimmte die Silhouette der Stadt in entscheidendem Maße mit, baugeschichtlich, kunstgeschichtlich, künstlerisch, ortsgeschichtlich und städtebaulich von Bedeutung. Errichtet nach Plänen von Johann George Schmidt, Turmgestaltung durch Christian Friedrich Exner, im Inneren zahlreiche Artefakte aus der Sophienkirche, darunter Teile des Nosseni-Epitaphs. | 09213827 |
| Weitere Bilder                          | Augustusbrücke | Augustusbrücke (Karte)                    | 1907–1910 (Straßenbrücke), 1863, Wappenstein (Wappen)                                                                                               | Straßenbrücke über die Elbe, dazu Wappenstein unter Bogen auf Neustädter Seite; Stein von 1863, Bauwerk auf neun Bögen mit Brüstung, Treppen, Aussichtsplattformen und Brückenköpfen, bedeutendster Elbübergang der Stadt, ältester Brückenstandort Dresdens, Werk des bekannten Stadtbaurates Hans Erlwein, gestalterisch bemerkenswert, neben anderen berühmten Baulichkeiten gibt sie Elbansichten der einstigen Residenzstadt ihre Unverwechselbarkeit, Elbquerung geschichtlich, künstlerisch und städtebaulich bedeutend. Erbaut von Hermann Klette und Wilhelm Kreis, 1945 beschädigt und bis 1949 wiederhergestellt. | 09213859 |
|                                         | Straßen- und Gehwegbefestigung                                                                                    | Augustusstraße (Karte)                    | Ende 19. Jh. (Reihenpflaster, Granitplatten) | mit Reihenpflaster und Belagplatten aus Granit, dazu die Bordsteine aus dem gleichen Material sowie den so genannten Mundsteinen zur Entwässerung, als Beispiel für viele gleichartig gestalteten Straße und Plätze in Dresden, ortsgeschichtliche Bedeutung. | 09306261 |
| Weitere Bilder                          | Stallhof; Johanneum; Verkehrsmuseum; Langer Gang; Fürstenzug; Residenz Dresden (Einzeldenkmal zu ID-Nr. 09306104) | Augustusstraße 1 (Karte)                  | 1586–1591 (Marstall), 1872 (Fürstenzug) | Einzeldenkmal zur Sachgesamtheit Residenz Dresden: Stallgebäude (später Galerie und Museum), Säulenarkadengang einschließlich überlebensgroßem Bild eines Reiterzuges, aufgetragen auf Fliesen aus Meißner Porzellan, dem Fürstenzug, an der Augustusstraße, Pferderampe, Pferdeschwemme, Pylone und Pilare (derzeit nicht aufgestellt) der einstigen Stechbahn und begrenzende Mauer; einzigartige und geschichtlich bedeutsame Anlage im Zentrum Dresdens von der Renaissance bis ins 19. Jahrhundert, Fürstenzug Wahrzeichen der Stadt, Ensemble architektonisch und gestalterisch singulär, dabei künstlerisch und städtebaulich von Belang. | 09213860 |
| Weitere Bilder                          | Dampflok SAXONIA                                                                                                  | Augustusstraße 1 (Karte)                  | 1838 (Originallok), 1988 (Nachbau) | Nachbau der ersten deutschen betriebsfähigen Dampflokomotive; initiiert vom Ministerium für Verkehrswesen der DDR aus Anlass des 150-jährigen Jubiläums der Leipzig-Dresdner Eisenbahn, als Zeitdokument der DDR-Geschichte von Bedeutung, zeugt der Nachbau doch von den politischen Bestrebungen, an das Erfolgsnarrativ der deutschen Eisenbahngeschichte anzuknüpfen, weiterhin als überwiegend originalgetreuer Nachbau von wissenschaftlich-dokumentarischem Wert sowie von hohem Erlebnis- und Erinnerungswert. | 09299167 |
|                                         | Einstiegs- und Belüftungshäuschen                                                                                 | Bernhard-von-Lindenau-Platz (Karte)       | um 1910 (Belüftung) | Einstiegs- und Belüftungshäuschen der Dresdner Kanalisation; Teil der historischen Dresdner Kanalisation, baugeschichtlich und ortsgeschichtlich bedeutend. | 09217792 |
| Weitere Bilder                          | Historischer Fernwärmekanal                                                                                       | Brühlsche Gasse (Karte)                   | 1899–1900 (Fernwärmekanal) | Historischer Fernwärmekanal unter der Altstadt von Dresden; Zeugnis der frühesten „Städteheizung“ mittels Fernwärme in Deutschland, singulär, technikgeschichtlich und stadtgeschichtlich von großer Bedeutung. | 09304122 |
| Weitere Bilder                          | Sachgesamtheit Brühlsche Terrasse mit zahlreichen Einzeldenkmalen                                                 | Brühlsche Terrasse (Karte)                | ab 1814, Wallpromenade (Promenade) | Sachgesamtheit Brühlsche Terrasse (als »Balkon Europas« bezeichnet) mit folgenden Einzeldenkmalen: Festungswerk mit Kasematten, Jungfernbastei, den beiden Überführungen über Brühlsche Gasse und Münzgasse, Bärenzwinger und sogenannter Großer Tonne sowie dem Kanonenhof der Hasenbergbastion, ehem. Hofgärtnerei, Großer Freitreppe mit Figurengruppen, Treppenanlage zur Münzgasse, Treppenanlage zum Georg-Treu-Platz; bauhistorisch, kunstgeschichtlich und ortsgeschichtlich, künstlerisch sowie städtebaulich bedeutend. | 09305203 |
| Weitere Bilder                          | Festung Dresden; Jungfernbastei; Brühlsche Terrasse (Einzeldenkmal zu ID-Nr. 09305203)                            | Brühlsche Terrasse (Karte)                | 1546–1555 (Festungswerk) | Einzeldenkmal der Sachgesamtheit Brühlsche Terrasse: erhaltener Bereich der Festung Dresden mit Jungfernbastei, den beiden Überführungen über Brühlsche Gasse und Münzgasse, Bärenzwinger, Kasematten und sogn. Großer Tonne sowie dem Kanonenhof der Hasenbergbastion unter dem Kirchgemeindehaus der Reformierten Gemeinde; Teil einer bedeutsamen Bastionärfestung der Renaissance, Festungswall im 18. Jahrhundert zu einem Lustgarten und nach 1814 zu einer Promenade umgestaltet, die einzigartige Aussichtspromenade von Alexander von Humboldt treffend als »Balkon Europas« bezeichnet, entwickelte sich im Laufe des 19. Jahrhunderts zu einem Hauptanziehungspunkt für die Dresdner und die vielen Gäste der Stadt, bau-, kunst- und ortsgeschichtlich, künstlerisch sowie städtebaulich bedeutend. | 09213873 |
| Weitere Bilder                          | Große Freitreppe; Vier Tageszeiten; Brühlsche Terrasse (Einzeldenkmal zu ID-Nr. 09305203)                         | Brühlsche Terrasse (Karte)                | 1814 (Treppenaufgang), 1905–1908 (Figurengruppe) | Einzeldenkmale der Sachgesamtheit Brühlsche Terrasse: breite, repräsentative Treppe zum Schloßplatz mit Figurengruppen; bemerkenswertes städtebauliches und bildkünstlerisches Ensemble, einzigartig in dieser Form, eines der Wahrzeichen Dresdens. Errichtet von Gottlob Friedrich Thormeyer, Figurengruppe Vier Tageszeiten von Johannes Schilling. | 09213876 |
| Weitere Bilder                          | Rietschel-Denkmal; Brühlsche Terrasse (Einzeldenkmal zu ID-Nr. 09305203)                                          | Brühlsche Terrasse (Karte)                | 1872 (Denkmal) | Einzeldenkmal der Sachgesamtheit Brühlsche Terrasse: Denkmal für Ernst Rietschel, Bronzebüste auf von drei bronzenen Sitzfiguren umgebendem Postament von Johannes Schilling, zur Erinnerung an den Bildhauer Ernst Rietschel (1804–1861), künstlerisch und personengeschichtlich von Bedeutung. | 09213877 |
| Weitere Bilder                          | Kunstakademie und Kunstverein; Hochschule für Bildende Künste Dresden                                             | Brühlsche Terrasse 1 (Karte)              | 1887–1893 (Akademie) | Hauptgebäude mit Eckpavillon (Kunstakademiegebäude), Seitengebäude mit Glaskuppel (Kunstausstellungsgebäude) und rückwärtige Einfriedung; Gebäudekomplex ist baugeschichtlich, künstlerisch und städtebaulich bedeutend. | 09213879 |
| Weitere Bilder                          | Sekundogenitur-Bibliothek                                                                                         | Brühlsche Terrasse 3 (Karte)              | 1896–1897 (Bibliothek), Anfang 18. Jh. (Portal) | Bibliotheksbau, rückwärtig Barockportal der Hellerschänke; heute Gaststätte, freistehendes neobarockes Gebäude mit vorschwingendem Mittelrisalit und Mansarddach, eng mit dem Wirken der Wettiner, den sächsischen Landesfürsten, verbunden, Architekt: Hofbaurat Gustav Frölich, zeittypisch, an der Brühlschen Terrasse gelegen, bestimmt mit dieser Altstädter Elbansicht, Portal gestalterisch markant, daneben Stützpfeiler und Rampe, Objekt baugeschichtlich, künstlerisch, städtebaulich und ortsgeschichtlich von Bedeutung. 1945 ausgebrannt und bis 1964 restauriert, heute als Gaststätte genutzt. | 09213880 |
| Weitere Bilder                          | Festung Dresden; Jungfernbastei; Brühlsche Terrasse (Einzeldenkmal zu ID-Nr. 09305203)                            | Brühlscher Garten (Karte)                 | 1546–1555 (Festungswerk) | Einzeldenkmal der Sachgesamtheit Brühlsche Terrasse: erhaltener Bereich der Festung Dresden mit Jungfernbastei, den beiden Überführungen über Brühlsche Gasse und Münzgasse, Bärenzwinger, Kasematten und sogn. Großer Tonne sowie dem Kanonenhof der Hasenbergbastion unter dem Kirchgemeindehaus der Reformierten Gemeinde (ID-Nr. 09305203); Teil einer bedeutsamen Bastionärfestung der Renaissance, Festungswall im 18. Jahrhundert zu einem Lustgarten und nach 1814 zu einer Promenade umgestaltet, die einzigartige Aussichtspromenade von Alexander von Humboldt treffend als »Balkon Europas« bezeichnet, entwickelte sich im Laufe des 19. Jahrhunderts zu einem Hauptanziehungspunkt für die Dresdner und die vielen Gäste der Stadt, bau-, kunst- und ortsgeschichtlich, künstlerisch sowie städtebaulich bedeutend. | 09213873 |
| Weitere Bilder                          | Brühlsches Becken; Brühlsche Terrasse (Einzeldenkmal zu ID-Nr. 09305203)                                          | Brühlscher Garten (Karte)                 | um 1740 (Wasserbecken) | Einzeldenkmal der Sachgesamtheit Brühlsche Terrasse: Wasserbecken; Boden aus ineinander gefalzten Sandsteinplatten und Hälfte der profilierten Einfassung noch aus der Mitte des 18. Jahrhunderts, als erhaltener Teil der sogenannten »Brühlschen Herrlichkeiten« und der Terrasse vor allem baugeschichtlich und ortsgeschichtlich bedeutend. | 09305692 |
| Weitere Bilder                          | Gottfried-Semper-Denkmal; Brühlsche Terrasse (Einzeldenkmal zu ID-Nr. 09305203)                                   | Brühlscher Garten (Karte)                 | 1892 (Denkmal) | Einzeldenkmal der Sachgesamtheit Brühlsche Terrasse: Denkmal für Gottfried Semper; Bronzestandbild auf Postament, zur Erinnerung an den Architekten Gottfried Semper (1803–1879), künstlerisch und personengeschichtlich von Bedeutung. Bronzefigur von Johannes Schilling, Postamententwurf von Constantin Lipsius. | 09213878 |
| Weitere Bilder                          | Delphinbrunnen; Brühlsche Terrasse (Einzeldenkmal zu ID-Nr. 09305203)                                             | Brühlscher Garten (Karte)                 | 1747–1749 (Brunnen) | Einzeldenkmal der Sachgesamtheit Brühlsche Terrasse: Brunnenanlage mit Becken, Rückwand, Treppenanlage, Geländer und Plastik aus Putto, Delphin, Muschel und Felswerk; künstlerisch und kunstgeschichtlich bedeutend. | 09213875 |
| Weitere Bilder                          | Zwei Sphingen; Brühlsche Terrasse (Einzeldenkmal zu ID-Nr. 09305203)                                              | Brühlscher Garten (Karte)                 | um 1750 (Figurengruppe) | Einzeldenkmal der Sachgesamtheit Brühlsche Terrasse: Zwei Sphingen auf Mauerstücken; ursprünglich Bestandteile des Belvedere, künstlerisch und kunstgeschichtlich bedeutend. Geschaffen von Johann Gottfried Knöffler, ursprünglich vor dem Belvedere im Brühlschen Garten platziert. | 09210285 |
| Weitere Bilder                          | Johann-Friedrich-Böttger-Denkmal; Brühlsche Terrasse (Einzeldenkmal zu ID-Nr. 09305203)                           | Brühlscher Garten (Karte)                 | 1982 (Denkmal) | Einzeldenkmal der Sachgesamtheit Brühlsche Terrasse: Stele mit Bildnisrelief des Johann Friedrich Böttger, Miterfinder des europäischen Hartporzellans; personengeschichtlich und künstlerisch von Bedeutung. | 09305240 |
| Weitere Bilder                          | Hofgärtnerei; Ev.-ref. Gemeinde zu Dresden; Brühlsche Terrasse (Einzeldenkmal zu ID-Nr. 09305203)                 | Brühlscher Garten 4 (Karte)               | um 1753 (Hofgärtnerei), 1955–1957 (Nebengebäude) | Einzeldenkmal der Sachgesamtheit Brühlsche Terrasse: Hofgärtnerhaus; ehemaliger Gärtnereibau (heute Kirchgemeindehaus) über L-förmigem Grundriss, mit nordwestlichem Haupttrakt, Flügel in südöstlicher Richtung (einstiger Saalanbau), daran befindlichem flachem Anbau (heute Café) und Einfriedung (ID-Nr. 09305203), dazu Kanonenhof der Hasenbergbastion (nach Sanierung 1999 Ort des Kirchensaals) und Großer Tonne (ID-Nr. 09213873); seit 1956/57 Evangelische-Ref. Kirche, Gemeindehaus und Altenheim, als veränderter, aber erhaltener Teil der sogenannten »Brühlschen Herrlichkeiten« und der Terrasse vor allem baugeschichtlich und ortsgeschichtlich bedeutend. Ehemalige Hofgärtnerei mit Seitengebäude, 1945 ausgebrannt, von 1955 bis 1958 restauriert, Umbau zum Wohngebäude mit Gemeindesaal nach Plänen von Heinrich Rettig (1900–1974), heute Gotteshaus der Reformierten Kirche nach Räumung der Ruine am Dr.-Külz-Ring. | 09213881 |
|                                         | Weichbildstein (Kopie)                                                                                            | Dr.-Külz-Ring (Karte)                     | bezeichnet 1550 (Kopie Weichbildstein) | Weichbildstein (Kopie); mit Wappen, Jahreszahl und Nummerierung, Aufstellungsjahr unbekannt, dieser war Hoheitszeichen des Weichbildrechts, das bestimmte Vorrechte, vor allem Markt- und Handelsrechte, innerhalb eines über die Stadtmauern hinausgehenden Gebietes umfasste, ortsgeschichtlich bedeutend. | 09210295 |
| Weitere Bilder                          | Wohnhauszeile in geschlossener Bebauung                                                                           | Dr.-Külz-Ring 9; 11; 13 (Karte)           | um 1958 (Wohnhaus) | sachlich gestaltet, mit axialer Fassadengliederung, Loggien und Walmdach, dazu Ladenzone, charakteristisches Beispiel der modernen Phase der DDR-Architektur und der gesamtdeutschen Nachkriegsmoderne, markante Zentrumsbebauung, wichtiges Zeugnis des Wiederaufbaus nach 1945, baugeschichtlich und städtebaulich bedeutend (siehe auch Altmarkt, Seestraße und Wallstraße). | 09214055 |
| Weitere Bilder                          | Deutsche Bank; Dresdner Bank (ehem.)                                                                              | Dr.-Külz-Ring 10 (Karte)                  | um 1900 (Bankgebäude) | Bankgebäude (Dr.-Külz-Ring 10 und Waisenhausstraße 11/11b); repräsentatives Gebäude im historistischen Stil, vor allem der Renaissance nachempfunden, äußerst aufwändige Fassaden, ehemals in geschlossener Bebauung, ortsgeschichtlich, baugeschichtlich und auch künstlerisch von Bedeutung. | 09214059 |
| Weitere Bilder                          | Neues Rathaus | Dr.-Külz-Ring 19 (Karte)                  | 1904–1910 (Rathaus), 1911, Hietzigbrunnen (Brunnen), 1908 (Rathausmann), 1910 (Plastik), 1910 (Löwenfiguren)                                        | Rathaus mit allen Außenanlagen sowie Plenarsaal und Festsaal; Komplex von baugeschichtlicher und künstlerischer Bedeutung, dabei gestalterisch singulär, prägt mit seinem Turm die Silhouette von Dresden entscheidend mit, demzufolge auch städtebaulich von Belang. | 09213885 |
| Weitere Bilder                          | Köhlersches Haus                                                                                                  | Frauenstraße 14 (Karte)                   | 1746–1747 (Fassadenteil) | Geborgene und wieder eingebaute Fassadenfragmente; wegen ihres Alters und ihrer gestalterischen Qualitäten baugeschichtlich und künstlerisch bedeutend. | 09302190 |
| Weitere Bilder                          | Land- und Steuerhaus; Landhaus; Stadtmuseum Dresden                                                               | Friesengasse 6 (Karte)                    | 1770–1776 (Ständehaus) | Museum; ehemals Verwaltungs- und Parlamentsgebäude, Zweiflügelanlage mit hofseitigem Mittelbau (darin doppelläufiges Treppenhaus), im barock-klassizistischen Stil, später erweitert, landesgeschichtlich, künstlerisch und baugeschichtlich von Bedeutung. Landhaus nach Plänen von Friedrich August Krubsacius errichtet, zunächst Nutzung durch die sächsischen Landstände, später Kreis- und Amtshauptmannschaft Dresden; 1945 ausgebrannt, 1963 bis 1966 wiedererrichtet, seither Nutzung als Stadtmuseum Dresden. | 09214044 |
| Weitere Bilder                          | »Großer trauernder Mann«; »Dresden mahnt«                                                                         | Georg-Treu-Platz (Karte)                  | bezeichnet 1983 (Sitzstatue) | Plastik; nimmt Bezug zur Bombardierung Dresdens 1945, gestalterisch anspruchsvolles Werk des bekannten deutschen Bildhauers und Grafikers Wieland Förster, der den Großteil seines Oeuvres zu DDR-Zeiten geschaffen hat, kunsthistorisch und künstlerisch bedeutend. | 09304898 |
| Weitere Bilder                          | Treppenanlage zum Georg-Treu-Platz; Brühlsche Terrasse (Einzeldenkmal zu ID-Nr. 09305203)                         | Georg-Treu-Platz (Karte)                  | 1885 (Treppenanlage) | Einzeldenkmal der Sachgesamtheit Brühlsche Terrasse: Treppenanlage zum Georg-Treu-Platz; gestalterisch markanter Zugang, baugeschichtlich, ortsgeschichtlich, künstlerisch und städtebaulich von Bedeutung. | 09305239 |
| Weitere Bilder                          | Kunstakademie und Kunstverein; Hochschule für Bildende Künste                                                     | Georg-Treu-Platz 1 (Karte)                | 1887–1893 (Akademie) | Hauptgebäude mit Eckpavillon (Kunstakademiegebäude), Seitengebäude mit Glaskuppel (Kunstausstellungsgebäude) und rückwärtige Einfriedung; Gebäudekomplex ist baugeschichtlich, künstlerisch und städtebaulich bedeutend. | 09213879 |
| Direkt Bild zu diesem Denkmal hochladen | Teile des Personendampfers »Schmilka«                                                                             | Georg-Treu-Platz 3 (Karte)                | 1897 (Dampfmaschine) | Teile eines Personendampfers: Dampfmaschine und zwei Schaufelräder; technikgeschichtlich bedeutend, Eigentümerin ist die Sächsische Dampfschifffahrt mit Sitz Dresden, Georg-Treu-Platz 3, Anlagen sind derzeit ausgelagert und befinden sich auf der Roßlauer Schiffswerft (RSW). | 09218545 |
| Direkt Bild zu diesem Denkmal hochladen | Teile der Personendampfer »Junger Pionier« und »Schmilka«                                                         | Georg-Treu-Platz 3 (Karte)                | 1898 (Dampfmaschine) | Teile zweier Personendampfer/Raddampfer (1. »Karlsbad«, »Sachsen«, »Junger Pionier« und 2. »Hohenzollern«, »Meissen«, »Sachsen«, »Schmilka«): Dampfmaschinen, Maschinenraum und Schaufelräder; technikgeschichtlich bedeutend, Eigentümerin ist die Sächsische Dampfschifffahrt mit Sitz Dresden, Georg-Treu-Platz 3, Anlagen sind derzeit ausgelagert und befinden sich auf der Roßlauer Schiffswerft (RSW). | 09218546 |
| Weitere Bilder                          | Fünf Vitrinen | Gewandhausstraße (Karte)                  | um 1960 (Vitrinen) | Fünf Vitrinen; quer gestellt, markante Beispiele DDR-typischen Straßenmobiliars, wohl im Zusammenhang mit Altmarktbebauung entstanden, baugeschichtlich und städtebaulich bedeutend. | 09306021 |
| Weitere Bilder                          | Zeile mit Wohn- und Geschäftshäusern                                                                              | Gewandhausstraße 1; 3; 5; 7; 9 (Karte)    | 1958–1961 (Wohn- und Geschäftshaus) | Zeile mit Wohn- und Geschäftshäusern sowie zweigeschossigem Ladentrakt in geschlossener Bebauung; sachlich gestaltet, mit axialer Fassadengliederung, charakteristisches Beispiel der modernen Phase der DDR-Architektur und der gesamtdeutschen Nachkriegsmoderne, markante Zentrumsbebauung, wichtiges Zeugnis des Wiederaufbaus nach 1945, baugeschichtlich und städtebaulich bedeutend (siehe auch Altmarkt, Kreuzstraße, Ringstraße, Weiße Gasse und Wilsdruffer Straße). | 09213922 |
| Weitere Bilder                          | Wohn- und Geschäftshaus in geschlossener Bebauung                                                                 | Gewandhausstraße 2 (Karte)                | 1958–1961 (Wohn- und Geschäftshaus) | Wohn- und Geschäftshaus in geschlossener Bebauung und Ecklage (Wilsdruffer Straße 5/7 und Gewandhausstraße 2); mit vorgesetzter Ladenzone in Erdgeschoss und 1. Obergeschoss, an der Gewandhausstraße zweigeschossiger Flügel mit Büros und Restaurant (früher Ladengeschäft), sachlich gestaltete Bebauung mit axialer Fassadengliederung, charakteristisches Beispiel der modernen Phase der DDR-Architektur, hier noch mit traditionellen Elementen, wie einem breiten Standerker, und der gesamtdeutschen Nachkriegsmoderne, markante Zentrumsbebauung, wichtiges Zeugnis des Wiederaufbaus nach 1945, baugeschichtlich und städtebaulich bedeutend (siehe auch Altmarkt, Kreuzstraße, Ringstraße und Weiße Gasse). | 09214046 |
|                                         | Neuer Stadtgraben; Gondelhafen; Elbhafen-Promenaden; Botanischer Garten; Gondelhafengarten                        | Hasenberg (Karte)                         | 1589–1592 (Graben), ab 1820 (Hafen), 1855–1856 (Parkanlage)                                                                                         | Festungsgraben, dann Hafen, zuletzt zugeschüttet und zur Parkanlage umgestalt, mit Mauer, Bepflanzung und Wegeführung; Mauer sicher äußere Grabenmauer (Contrescarpe) der Dresdner Renaissance-Festung, seit dem frühen 19. Jahrhundert wohl Kaimauer des so genannten Gondelhafens, Anlage später zur Promenade umgestaltet und dem Botanischen Garten zugeschlagen sowie von diesem bis 1890 unterhalten, insbesondere ortsgeschichtlich bedeutend, als einstiges Arboretum (Pflanzensammlung) des Gartens auch gartenhistorisch von Belang. Ehem. Gondelhafen mit äußerer Grabenmauer, 1856 zugeschüttet und begrünt. | 09210297 |
| Weitere Bilder                          | Gedenkstein zur ehem. Synagoge                                                                                    | Hasenberg (Karte)                         | 1975 (Gedenkstein) | Gedenkstein am ehemaligen Standort der Semperschen Synagoge, aufgestellt 1975, gestaltet von Friedemann Döhner. Beispiel der DDR-Gedenk-Kultur, ortsgeschichtlich bedeutend. | 09216623 |
| Weitere Bilder                          | Friedensbrunnen; Türkenbrunnen                                                                                    | Jüdenhof (Karte)                          | 1616 (Brunnen), nach 1683 (Brunnenplastik) | Brunnen mit Skulptur; achteckiger Brunnentrog mit Skulptur der Siegesgöttin Victoria, Friedens- oder Türkenbrunnen (Jüdenhof), einer der ältesten Brunnen der Stadt, gestalterisch markant, geschichtlich und künstlerisch bedeutend. | 09213852 |
| Weitere Bilder                          | Krellstein | Jüdenhof (Karte)                          | 19./20. Jh. (Gedenkstein) | Gedenkstein; Stein mit den Initialen „Kr.“, erinnert an die Hinrichtung des Kanzlers Nikolaus Krell (1550–1601) auf dem Neumarkt (1601), ortsgeschichtlich bedeutend. | 09210319 |
| Weitere Bilder                          | Kanzleihaus; Stadtmauer; Residenz Dresden (Einzeldenkmal zu ID-Nr. 09306104)                                      | Kanzleigäßchen 1; 3 (Karte)               | um 1454 – Dendro (Splintschätzung Eiche), Entnahme, 16. Jh. (Fassade), 14. Jh. (Stadtmauer)                                                         | Einzeldenkmal zur Sachgesamtheit Residenz Dresden: Stadtmauerstück zum Stallhof und original erhaltene Teile des Kanzleihauses (Keller und Mauerreste im Erdgeschoss); baugeschichtlich und ortsgeschichtlich von Bedeutung. | 09305226 |
| Weitere Bilder                          | Wohnhauszeile in geschlossener Bebauung und Ecklage                                                               | Kreuzstraße 1; 3 (Karte)                  | 1958–1961 (Wohnhaus) | mit Ladenzone, sachlich gestaltet, mit axialer Fassadengliederung, Loggien und Walmdach, charakteristisches Beispiel der modernen Phase der DDR-Architektur und der gesamtdeutschen Nachkriegsmoderne, markante Zentrumsbebauung, wichtiges Zeugnis des Wiederaufbaus nach 1945, baugeschichtlich und städtebaulich bedeutend (siehe auch Altmarkt, Gewandhausstraße, Ringstraße, Weiße Gasse und Wilsdruffer Straße). | 09213959 |
| Weitere Bilder                          | Neues Rathaus | Kreuzstraße 2; 4; 6; 8 (Karte)            | 1904–1910 (Rathaus), 1911, Hietzigbrunnen (Brunnen), 1908 (Rathausmann), 1910 (Plastik), 1910 (Löwenfiguren)                                        | Rathaus mit allen Außenanlagen sowie Plenarsaal und Festsaal; Komplex von baugeschichtlicher und künstlerischer Bedeutung, dabei gestalterisch singulär, prägt mit seinem Turm die Silhouette von Dresden entscheidend mit, demzufolge auch städtebaulich von Belang. | 09213885 |
| Weitere Bilder                          | Wohnhauszeile in geschlossener Bebauung                                                                           | Kreuzstraße 5; 7 (Karte)                  | um 1958 (Wohnhaus) | mit Ladenzone, sachlich gestaltet, mit axialer Fassadengliederung und Walmdach, charakteristisches Beispiel der modernen Phase der DDR-Architektur und der gesamtdeutschen Nachkriegsmoderne, markante Zentrumsbebauung, wichtiges Zeugnis des Wiederaufbaus nach 1945, baugeschichtlich und städtebaulich bedeutend (siehe auch Altmarkt, Gewandhausstraße, Ringstraße, Weiße Gasse und Wilsdruffer Straße). | 09213961 |
| Weitere Bilder                          | British Hotel | Landhausstraße 6 (Karte)                  | um 1712 (Fassadenteil) | Geborgene und wieder eingebaute Fassadenfragmente am British Hotel (auch Palais Beichlingen) sowie erhaltene barocke Keller; Fragmente wegen ihres Alters und ihrer gestalterischen Qualitäten baugeschichtlich und künstlerisch bedeutend, erhaltene Keller baugeschichtlich von Belang. | 09303049 |
| Weitere Bilder                          | Treppenanlage zur Münzgasse; Brühlsche Terrasse (Einzeldenkmal zu ID-Nr. 09305203)                                | Münzgasse (Karte)                         | 1848 (Treppenanlage) | Einzeldenkmal der Sachgesamtheit Brühlsche Terrasse: Treppenanlage zur Münzgasse; gestalterisch markanter Zugang, baugeschichtlich, ortsgeschichtlich und städtebaulich von Bedeutung. | 09305238 |
| Weitere Bilder                          | Denkmal Friedrich August II.                                                                                      | Neumarkt (Karte)                          | 1861–1866 (Denkmal) | Denkmal für Friedrich August II. von Sachsen; Bronzestandbild auf Postament, Bronzestatue von Ernst Julius Hähnel mit vier umgebenden Sitzfiguren, zur Erinnerung an den sächsischen König Friedrich August II. (1797–1854), gestalterisch anspruchsvoll, künstlerisch und personengeschichtlich von Bedeutung. | 09213973 |
| Weitere Bilder                          | Luther-Denkmal | Neumarkt (Karte)                          | 1885 (Denkmal) | Denkmal für Martin Luther; Bronzestandbild des Reformators Luther von Adolf von Donndorf auf Postament, nach Entwurf des Bildhauers Ernst Rietschel, gestalterisch anspruchsvoll, geschichtlich und künstlerisch bedeutend. 1945 beschädigt, 1955 wieder aufgestellt. | 09214064 |
| Weitere Bilder                          | Heinrich-Schütz-Haus                                                                                              | Neumarkt 12 (Karte)                       | um 1535 (Kinderfries), um 1695 (Hauptportal), 1730 (Eckerker)                                                                                       | Geborgene und wieder eingebaute Fassadenfragmente; wegen ihres Alters und ihrer gestalterischen Qualitäten baugeschichtlich und künstlerisch bedeutend. | 09302191 |
| Weitere Bilder                          | Wartehalle; sog. »Käseglocke«                                                                                     | Postplatz (Karte)                         | 1927–1928 (Wartehäuschen) | Wartehäuschen mit Verkaufsstelle und WC; markanter Bau über kleeblattförmigem Grundriss, Abschluss mit flachem Pagodendach, baugeschichtlich bedeutende Kleinarchitektur. | 09213986 |
| Weitere Bilder                          | »Trümmerfrau« | Rathausplatz (Karte)                      | 1952 (Statue) | Skulptur; Bronzefigur auf abgestuftem, gemauertem Sockel, überlebensgroß, erinnert an die Dresdner Trümmerfrauen, vor allem ortsgeschichtlich bedeutend. Eisenguss-Statue 1952 von Walter Reinhold geschaffen, 1967 durch einen Bronzeguss ersetzt. | 09210327 |
| Weitere Bilder                          | Neues Rathaus | Rathausplatz 1 (Karte)                    | 1904–1910 (Rathaus), 1911, Hietzigbrunnen (Brunnen), 1908 (Rathausmann), 1910 (Plastik), 1910 (Löwenfiguren)                                        | Rathaus mit allen Außenanlagen sowie Plenarsaal und Festsaal; Komplex von baugeschichtlicher und künstlerischer Bedeutung, dabei gestalterisch singulär, prägt mit seinem Turm die Silhouette von Dresden entscheidend mit, demzufolge auch städtebaulich von Belang. | 09213885 |
| Weitere Bilder                          | Neues Gewandhaus; Stadtbank; Gewandhaus Hotel                                                                     | Ringstraße 1 (Karte)                      | 1768–1770 (Gewandhaus) | Gewandhaus und Brunnen des Dinglinger-Hauses Frauenstraße 9; heute Hotelnutzung, Vierflügelbau, markantes spätbarockes Gebäude mit Lisenengliederung, betontem Erdgeschoss, Putzspiegeln und Mansarddach, belebt durch Mittelrisalit und seitliche Vorlagen, Schmuckakzente auf Mittelrisalit, bedeutendster städtischer Bau nach dem Siebenjährigen Krieg, baugeschichtlich, künstlerisch und ortsgeschichtlich bedeutend. Gewandhaus mit Plastiken, nach Plänen von Johann Friedrich Knöbel errichtet, 1945 ausgebrannt, bis 1966 wiederaufgebaut, jetzt als Hotel genutzt. Ehem. Hofbrunnen des Dinglingerhauses, 1945 zerstört, geborgene Brunnenteile um 1966 ergänzt und an der Rückseite des Gewandhauses angebracht. | 09213987 |
| Weitere Bilder                          | Wohnhauszeile | Ringstraße 3; 5; 7; 9; 11 (Karte)         | | Wohnhauszeile in geschlossener Bebauung und Ecklage; mit Ladenzone, sachlich gestaltet, mit axialer Fassadengliederung, Loggien und Walmdach, charakteristisches Beispiel der modernen Phase der DDR-Architektur und der gesamtdeutschen Nachkriegsmoderne, markante Zentrumsbebauung, wichtiges Zeugnis des Wiederaufbaus nach 1945, baugeschichtlich und städtebaulich bedeutend (siehe auch Altmarkt, Gewandhausstraße, Kreuzstraße, Weiße Gasse und Wilsdruffer Straße). | 09213988 |
| Weitere Bilder                          | Königliches Polizeipräsidium; heute Polizeidirektion Dresden                                                      | Schießgasse 7 (Karte)                     | 1895–1900 (Polizeipräsidium) | Polizeipräsidium; Vierflügelbau mit zusätzlichen inneren Flügeln und drei Innenhöfen, Zellentrakt und Kantinenbereich Neubau, monumentales historisierendes Gebäude, wehrhaftes Erscheinungsbild durch Ecktürme und wuchtig Attikazier, Eingang mittels Rundbögen, Säulen und Aufbauten hervorgehoben, dahinter großzügiges Treppenhaus, Innenhöfe mit aufwendigen Klinkerfassaden, baugeschichtlich und ortsgeschichtlich, künstlerisch sowie städtebaulich bedeutend. Errichtet von Julius Eduard Temper, burgartiger Bau im Stil der italienischen Renaissance mit Barockelementen. | 09213995 |
| Weitere Bilder                          | Schloßplatz | Schloßplatz (Karte)                       | 18./19. Jh. (Platz) | Stadtplatz; gestaltete Platzanlage mit markanter Pflasterung und weiteren Gestaltungselementen, wie den Pollern um die Hofkirche, herausragendes Beispiel für viele andere mit großem handwerklichen Geschick gepflasterte Plätze in der Stadt, Teil eines unverwechselbaren Ensembles mitten im Zentrum Dresdens, Ort vieler wichtiger Ereignisse, geschichtlich und städtebaulich bedeutend. | 09210328 |
| Weitere Bilder                          | Denkmal für Friedrich August I.                                                                                   | Schloßplatz (Karte)                       | 1843 (Sitzstatue) | Denkmal für Friedrich August I. von Sachsen; Plastik auf hohem Postament mit vier Eckfiguren, zur Erinnerung an den sächsischen König Friedrich August I. (1750–1827), gestalterisch und handwerklich bemerkenswerte Arbeit, erstes Monumentalwerk des Bildhauers Ernst Rietschel, künstlerisch und kunsthistorisch bedeutend. | 09214269 |
| Weitere Bilder                          | Katholische Hofkirche; Kathedrale St. Trinitatis                                                                  | Schloßplatz (Karte)                       | 1739–1754 (Kath. Kirche), 1752–1756 (Silberleuchter), 1752–1756 (Kruzifix), 1752–1765 (Himmelfahrt Christi), 1750 (Maria Immaculata, Traum Josephs) | Kath. Kirche (mit Ausstattung); dreischiffige Basilika in Südwest-Ausrichtung mit das Mittelschiff umgebendem Prozessionsgang, Achsen- und Eckkapellen und Nordost-Turm, in römischem Hochbarockstil, bedeutsames Zeugnis der Kirchenbaukunst seiner Zeit, prägt die Silhouette Dresdens in ganz entscheidendem Maße mit, letzter Kirchenbau eines Italieners in Deutschland, baugeschichtlich, städtebaulich, ortsgeschichtlich und künstlerisch von Bedeutung. | 09214029 |
| Weitere Bilder                          | Napoleonstein | Schloßplatz (Karte)                       | 1801/1900 (Gedenkstein) | Gedenkstein; Stein mit Initiale N, erinnert an den letzten großen Sieg Napoleons auf deutschem Boden, der Franzosenkaiser befehligte am 26. August 1813 seine Truppen von dieser Stelle aus, die von ihm gewonnene Schlacht bei Dresden dauerte bis zum 28. August 1813, Gedenkstein ortsgeschichtlich bedeutend. Der Stein markiert die Stelle, von der aus Napoleon Bonaparte am 26. August 1813 die Truppenparade vor der Schlacht um Dresden abgenommen haben soll. | 09210329 |
| Weitere Bilder                          | Sächsisches Ständehaus; heute Oberlandesgericht; Landesamt für Denkmalpflege Sachsen                              | Schloßplatz 1 (Karte)                     | 1901–1907, Eingangstür bezeichnet 1907 (Parlament)                                                                                                  | Parlamentsgebäude mit bauplastischem Schmuck; repräsentatives öffentliches Gebäude mit elbseitigem Turmanbau, über trapezförmigem Grundriss errichtet, umschließt fünf Innenhöfe, dreigeschossige sandsteinverkleidete Fassaden, Betonung durch Risalite, dabei Seite zum Schloßplatz gestalterisch hervorgehoben, hier auch das Hauptportal mit dahinter befindlichem aufwendigem Foyer, wuchtiger Historismusbau mit Anklängen der Renaissance und des Barock, im Sinne des Zeitgeistes bereits formale Tendenzen der Vereinfachung, baugeschichtlich bedeutend, als wesentlicher Teil der einzigartigen Altstadtsilhouette auch städtebaulich von Belang, zudem als Werk von Paul Wallot, dem Schöpfer des Reichstagsgebäudes in Berlin, künstlerisch wertvoll, abgesehen von den genannten Bedeutungskriterien singuläres Zeugnis der Baukunst um 1900, dazu gehörig Teile des Fernwärmekanals (ID-Nr. 09304122). | 09213861 |
|                                         | Grabsteine und Fragmente der Busmannkapelle aus der Sophienkirche                                                 | Schloßplatz 1 (Karte)                     | 17. Jh. (Grabmal) | Grabsteine und Fragmente (diverse Architekturteile/Bruchstücke) der Busmannkapelle aus der Sophienkirche; wegen ihres Alters und ihrer gestalterischen Qualitäten baugeschichtlich und künstlerisch bedeutend, jetzt teilweise in der Gedenkstätte Busmannkapelle. | 09302695 |
| Weitere Bilder                          | Kulturpalast | Schloßstraße 2 (Karte)                    | 1967–1969 (Kulturhaus) | Veranstaltungsbau, dazu drei Fahnenmasten; Gebäude mit Foyer, Treppenhäusern, Konzertsaal (Neubau, fertiggestellt 2017); bemerkenswertes Beispiel der gesamtdeutschen Nachkriegsmoderne, mit seinen gestalterisch anspruchsvollen Schaufronten und dem zum Großteil noch erhaltenen Interieur aus der Entstehungszeit auch künstlerisch bedeutend. | 09301767 |
| Weitere Bilder                          | Wandbild »Der Weg der Roten Fahne«                                                                                | Schloßstraße 2 (Karte)                    | 1969 (Wand- und Deckenbild) | Wandbild von Gerhard Bondzin, am Kulturpalast Dresden; monumentale Darstellung mit Szenen aus der Arbeiterbewegung und dem politischen Leben der DDR, mit neuartigem Verfahren auf der Basis von Betonplatten, die mit Glas- und Natursplitt elektrostatisch beschichtet wurden, hergestellt, technische Umsetzung der Technik unter Leitung von Gerhard Stengel und Alfred Hesse, Schlüsselwerk der Programm-Bildkunst in der DDR, Beispiel der Aktion Kunst am Bau, kunstgeschichtlich bedeutend, mittlerweile auch mit Seltenheitswert (Kulturpalast, ID-Nr. 09301767). | 09210006 |
| Weitere Bilder                          | Kanzleihaus; Stadtmauer; Residenz Dresden (Einzeldenkmal zu ID-Nr. 09306104)                                      | Schloßstraße 24 (Karte)                   | um 1454 – Dendro (Splintschätzung Eiche), Entnahme, 16. Jh. (Fassade), 14. Jh. (Stadtmauer)                                                         | Einzeldenkmal zur Sachgesamtheit Residenz Dresden: Stadtmauerstück zum Stallhof und original erhaltene Teile des Kanzleihauses (Keller und Mauerreste im Erdgeschoss); baugeschichtlich und ortsgeschichtlich von Bedeutung. Reste des Kanzleigebäudes, ältester Verwaltungsbau in Dresden, von Hans Irmisch erbaut. | 09305226 |
| Weitere Bilder                          | Sachgesamtheit Residenz Dresden mit mehreren Einzeldenkmalen                                                      | Schloßstraße 25 (Karte)                   | 1468–1480 (Schlossanlage) | Sachgesamtheit Residenz Dresden mit folgenden Einzeldenkmalen: Residenzschloss und Georgentor (ID-Nr. 09214022), Johanneum und Stallhof, später Galerie, dann Museum, einschließlich überlebensgroßem Bild eines Reiterzuges, aufgetragen auf Fliesen aus Meißner Porzellan, dem Fürstenzug (ID-Nr. 09213860), Stadtmauerstück zum Stallhof und original erhaltene Teile des Kanzleihauses (ID-Nr. 09305226), Schlosskapellenportal (ID-Nr. 09210308), kleiner Garten am Schloss (Gartendenkmal) sowie dem Sachgesamtheitsteil Kanzleihaus; baugeschichtlich und kunstgeschichtlich, künstlerisch, ortsgeschichtlich und landesgeschichtlich sowie städtebaulich von Bedeutung, einzigartige und bedeutende Anlage im Zentrum Dresdens, einen Zeitraum von der Renaissance bis ins 19. Jahrhundert überspannend, Fürstenzug ein Wahrzeichen der Stadt. | 09306104 |
| Weitere Bilder                          | Residenzschloss; Residenz Dresden (Einzeldenkmal zu ID-Nr. 09306104)                                              | Schloßstraße 25 (Karte)                   | 1468–1480, später erweitert (Schloss), 1889–1901 (Schloss), 1897–1899 (Verbindungsgang)                                                             | Einzeldenkmal zur Sachgesamtheit Residenz Dresden: Schloss mit den Übergängen zu Hofkirche sowie Taschenbergpalais und Einfriedung; Komplex um rechteckigen Haupthof mit Hauptturm, Nebenhöfen, Georgentor, Treppentürmen und Erweiterungen, die aufwändige, zumeist rekonstruierte Einfriedung an Sophienstraße und Taschenberg (ID-Nr. 09306104), einzigartige Anlage, bedeutsames Zeugnis sächsischer und deutscher Schlossbaukunst, baugeschichtlich und kunsthistorisch, künstlerisch, ortsgeschichtlich sowie städtebaulich bedeutend, dazu Teile des Fernwärmekanals (ID-Nr. 09304122). | 09214022 |
| Weitere Bilder                          | Portal der Schlosskapelle; Residenz Dresden (Einzeldenkmal zu ID-Nr. 09306104)                                    | Schloßstraße 25 (Karte)                   | 1555–1556 (Portal) | Einzeldenkmal der Sachgesamtheit Residenz Dresden: Tor zur Dresdner Schlosskapelle; als Triumphbogen errichtet, aus korinthischen Säulen über Sockeln, Architrav mit reichem Fries, Attika mit Relief und Nischenfiguren, eine der bedeutsamsten bildhauerischen Arbeiten der Renaissance in Deutschland, baugeschichtlich und künstlerisch bedeutend, singulär. | 09210308 |
| Weitere Bilder                          | Wohn- und Geschäftshauszeile                                                                                      | Seestraße 2; 4; 6; 8; 10 (Karte)          | 1953–1955 (Wohn- und Geschäftshaus) | Wohn- und Geschäftshauszeile in geschlossener Bebauung; Sandstein-Putzfassaden, mit Ladenzone in Erdgeschoss und 1. Obergeschoss, zum Teil Ladenvorbau auf Pfeilerarkatur, im Stil der Nationalen Bautradition der 1950er Jahre, markante Zentrumsbebauung, wichtiges Zeugnis des Wiederaufbaus nach 1945, baugeschichtlich, künstlerisch und städtebaulich bedeutend (siehe auch Altmarkt, Dr.-Külz-Ring und Wallstraße). Im Haus Seestr. 10 befand sich das Café Prag. | 09218816 |
| Weitere Bilder                          | Wohn- und Geschäftshauszeile in geschlossener Bebauung und in Ecklage                                             | Seestraße 12; 14; 16 (Karte)              | 1956–1958 (Wohn- und Geschäftshaus) | Sandstein-Putzfassaden, mit Ladenzone in Erdgeschoss und 1. Obergeschoss, im stark reduzierten Stil der Nationalen Bautradition im Zuge der Bauwende hin zur Moderne nach 1957, markante Zentrumsbebauung, wichtiges Zeugnis des Wiederaufbaus nach 1945, baugeschichtlich und städtebaulich bedeutend (siehe auch Altmarkt, Dr.-Külz-Ring und Wallstraße). | 09213828 |
| Weitere Bilder                          | Sieben Vitrinen                                                                                                   | Seestraße 12; 14; 16 (vor) (Karte)        | um 1960 (Vitrinen) | schräg gestellt, markante Beispiele DDR-typischen Straßenmobiliars, wohl im Zusammenhang mit Altmarktbebauung entstanden, baugeschichtlich und städtebaulich bedeutend. | 09210330 |
| Weitere Bilder                          | Altstädter Hauptwache; Schinkelwache                                                                              | Sophienstraße (Karte)                     | 1830–1832 (Militärwache), 1830–1832 (Figurengruppe), 1830–1832 (Statue)                                                                             | Wachgebäude; Mittelbau mit Tempelfronten und zwei Flügeln, bedeutendstes Bauwerk des Klassizismus in Sachsen, Teil des einzigartigen Ensembles am Theaterplatz, gestalterisch bemerkenswert, wichtiger Schinkel-Bau, baugeschichtlich, städtebaulich und künstlerisch bedeutend. | 09213851 |
| Weitere Bilder                          | Cholerabrunnen | Sophienstraße (Karte)                     | 1843 (Brunnen) | Brunnen; oktogonales Brunnenbecken mit neugotischem Turm einschließlich Fialen, Figuren und Kreuzblumen, Werk Sempers, gestalterisch bemerkenswert, baugeschichtlich und künstlerisch bedeutend. Entwurf von Gottfried Semper, errichtet von Julius Moritz Seelig im neogotische Stil, Skulpturen von Franz Schwarz. | 09214021 |
| Weitere Bilder                          | Reichsbank (ehem.); später Landeszentralbank                                                                      | St. Petersburger Straße 2 (Karte)         | 1928–1930 (Bankgebäude) | Bankgebäude in Ecklage; erhaltene Teile eines ehemals dreiflügeligen Bankgebäudes, eines der wenige Dresdner Solitäre, vor allem im Sinnes des Internationalen Stiles der Moderne, gekennzeichnet durch einfache kubische Hauptformen, Fensterbände sowie das Fehlen von Ornament und Profilierung, dabei monumental, baugeschichtlich und ortsgeschichtlich von Bedeutung. Errichtet von Heinrich Wolff, 1945 teilzerstört | 09213820 |
| Weitere Bilder                          | Taschenberg | Taschenberg (Karte)                       | 2. Hälfte 19. Jh. (Platz) | Stadtplatz; gestaltete Platzanlage mit markanter Pflasterung (Dresdner Seifenstein), Teil eines unverwechselbaren Ensembles mitten im Zentrum Dresdens, künstlerisch und städtebaulich bedeutend. | 09210343 |
| Weitere Bilder                          | Residenzschloss; Residenz Dresden (Einzeldenkmal zu ID-Nr. 09306104)                                              | Taschenberg 2 (Karte)                     | 1468–1480, später erweitert (Schloss), 1889–1901 (Schloss), 1897–1899 (Verbindungsgang)                                                             | Einzeldenkmal o. g. Sachgesamtheit: Schloss mit den Übergängen zu Hofkirche sowie Taschenbergpalais und Einfriedung; Komplex um rechteckigen Haupthof mit Hauptturm, Nebenhöfen, Georgentor, Treppentürmen und Erweiterungen, die aufwändige, zumeist rekonstruierte Einfriedung an Sophienstraße und Taschenberg, einzigartige Anlage, bedeutsames Zeugnis sächsischer und deutscher Schlossbaukunst, baugeschichtlich und kunsthistorisch, künstlerisch, ortsgeschichtlich sowie städtebaulich bedeutend, dazu Teile des Fernwärmekanals (ID-Nr. 09304122). | 09214022 |
| Weitere Bilder                          | Taschenbergpalais; Hotel Kempinski                                                                                | Taschenberg 3 (Karte)                     | 1706–1711 (Palais) | Palais mit Einfriedungen, Toranlagen und skulpturalem Schmuck; Komplex mit Hauptgebäude, abgewinkelten Seitenflügeln und Höfen vor allem aus dem 18. Jahrhundert, Eingangsseite dominiert von ornamental verziertem Mittelrisalit, Erweiterungen um 1850 in reduzierter Formensprache, eines der bedeutendsten Barockgebäude Dresdens, mit den Namen von August dem Starken und der Gräfin Cosel verbunden, baugeschichtlich, ortsgeschichtlich, personengeschichtlich, künstlerisch und städtebaulich. Taschenbergpalais vermutlich von Johann Friedrich Karcher und Christoph Beyer errichtet, Vierflügelbau aus Zusammenschluss verschiedener Einzelbauten, darunter das Haugwitzsche Haus, das Stadtpalais von Anna Constanze von Hoym sowie verschiedene Bürgerbauten, Umbauten ab 1747 sowie Erweiterung ab 1756 und 1764, endgültige Fertigstellung 1857. | 09214023 |
| Weitere Bilder                          | Kurfürst-Moritz-Denkmal; Moritzmonument                                                                           | Terrassenufer (Karte)                     | nach 1553 (Denkmal) | Denkmal für Moritz von Sachsen; epitaphartiges Denkmal mit Sockelarchitektur, Plastiken und seitlichen Inschrifttafeln, Rahmung mittels dorischer Säulen und Gebälk, zur Erinnerung an den sächsischen Kurfürsten Moritz (1521–1553), Kopie des Originals (jetzt im Residenzschloss), Monument kunsthistorisch und personengeschichtlich sowie künstlerisch bedeutend. | 09213874 |
| Weitere Bilder                          | Personendampfer »Dresden«                                                                                         | Terrassenufer (Karte)                     | Inbetriebnahme 1926 (Personendampfschiff), 1926 (Dampfmaschine)                                                                                     | Personendampfer, Dampfmaschine; gehört zur Weißen Flotte in Dresden und ist damit Teil der weltweit größten und ältesten Raddampferflotte, technikgeschichtlich bedeutend und im Zusammenhang mit den anderen Schiffen des Verbandes singulär. | 09218524 |
| Weitere Bilder                          | Personendampfer »Leipzig«                                                                                         | Terrassenufer (Karte)                     | 1929 (Personendampfschiff), 1929 (Dampfmaschine) | Personendampfer, Dampfmaschine; gehört zur Weißen Flotte in Dresden und ist damit Teil der weltweit größten und ältesten Raddampferflotte, technikgeschichtlich bedeutend und im Zusammenhang mit den anderen Schiffen des Verbandes singulär. | 09218525 |
| Weitere Bilder                          | Personendampfer »Pillnitz«                                                                                        | Terrassenufer (Karte)                     | 1886 (Personendampfschiff), 1886 (Dampfmaschine) | Personendampfer, Dampfmaschine; gehört zur Weißen Flotte in Dresden und ist damit Teil der weltweit größten und ältesten Raddampferflotte, technikgeschichtlich bedeutend und im Zusammenhang mit den anderen Schiffen des Verbandes singulär. | 09218526 |
| Weitere Bilder                          | Personendampfer »Meißen«                                                                                          | Terrassenufer (Karte)                     | 1885 (Personendampfschiff), 1885 (Dampfmaschine) | Personendampfer, Dampfmaschine; gehört zur Weißen Flotte in Dresden und ist damit Teil der weltweit größten und ältesten Raddampferflotte, technikgeschichtlich bedeutend und im Zusammenhang mit den anderen Schiffen des Verbandes singulär. | 09218527 |
| Weitere Bilder                          | Personendampfer »Stadt Wehlen«                                                                                    | Terrassenufer (Karte)                     | 1879 (Personendampfschiff), 1857 (Dampfmaschine) | Personendampfer, Dampfmaschine; ältestes Schiff der Weißen Flotte, damit auch Teil der weltweit größten und ältesten Raddampferflotte, technikgeschichtlich bedeutend und im Zusammenhang mit den anderen Schiffen des Verbandes singulär. | 09218528 |
| Weitere Bilder                          | Personendampfer »Diesbar«                                                                                         | Terrassenufer (Karte)                     | 1841 (Dampfmaschine) | älteste bei der Weißen Flotte verwendete Dampfmaschine, Kessel (Dampferzeuger) wird noch mit Kohle betrieben, weitestgehend ursprünglich erhalten, vor allem technikgeschichtlich bedeutend. Hersteller: J. Penn & Son Engineers Greenwich 1841. | 09218529 |
| Weitere Bilder                          | Personendampfer »Krippen«                                                                                         | Terrassenufer (Karte)                     | 1892 (Personendampfschiff), 1892 (Dampfmaschine) | Personendampfer, Dampfmaschine; gehört zur Weißen Flotte in Dresden und ist damit Teil der weltweit größten und ältesten Raddampferflotte, technikgeschichtlich bedeutend und im Zusammenhang mit den anderen Schiffen des Verbandes singulär. | 09218530 |
| Weitere Bilder                          | Personendampfer »Kurort Rathen«                                                                                   | Terrassenufer (Karte)                     | 1896 (Personendampfschiff), 1896 (Dampfmaschine) | Personendampfer, Dampfmaschine; gehört zur Weißen Flotte in Dresden und ist damit Teil der weltweit größten und ältesten Raddampferflotte, technikgeschichtlich bedeutend und im Zusammenhang mit den anderen Schiffen des Verbandes singulär. | 09218531 |
| Weitere Bilder                          | Personendampfer »Pirna«                                                                                           | Terrassenufer (Karte)                     | 1898 (Personendampfschiff), 1898 (Dampfmaschine) | Personendampfer, Dampfmaschine; gehört zur Weißen Flotte in Dresden und ist damit Teil der weltweit größten und ältesten Raddampferflotte, technikgeschichtlich bedeutend und im Zusammenhang mit den anderen Schiffen des Verbandes singulär. | 09218532 |
| Weitere Bilder                          | Schifffahrtsgebäude, Brückenwärterhaus                                                                            | Terrassenufer 1 (Karte)                   | 1. Hälfte 19. Jh. (Brückenwärterhaus) | ortsgeschichtlich bedeutend, zudem als Teil der Elbansicht Altstadt städtebaulich von Belang. | 09210345 |
| Weitere Bilder                          | Sachgesamtheit Theaterplatz mit mehreren Einzeldenkmalen                                                          | Theaterplatz (Karte)                      | 2. Hälfte 19. Jh. (Platz) | Schmuckplatz mit folgenden Einzeldenkmalen: Semperoper mit drei rückwärtigen Funktionsanbauten sowie seitlicher Balustraden- und Treppenanlage (ID-Nr. 09214026), Denkmal für Johann von Sachsen (ID-Nr. 09214027), Freiflächengestaltung nordwestlich und nordöstlich des Semperopernkomplexes (als Gartendenkmal) sowie Pflasterung (als Sachgesamtheitsteil); im Wesentlichen gestaltete Anlage mit zentralem Motiv in Form eines Ovals, in der Mitte das Reiterstandbild König Johanns, als Vorplatz zum Operngebäude, dabei dieses zugleich einbeziehend, herausragendes Beispiel für viele andere mit großem handwerklichen Geschick gepflasterte Plätze in der Stadt, Teil eines unverwechselbaren Ensembles mitten im Zentrum Dresdens, einzigartiger Platz, vor allem künstlerisch und städtebaulich bedeutend. | 09210346 |
| Weitere Bilder                          | König-Johann-Denkmal; Theaterplatz (Einzeldenkmal zu ID-Nr. 09210346)                                             | Theaterplatz (Karte)                      | 1889 (Denkmal) | Einzeldenkmal der Sachgesamtheit Theaterplatz: Denkmal für Johann von Sachsen; Reiterdenkmal auf hohem von Kandelabern umgebendem Sockel mit Bildfries, zur Erinnerung an den sächsischen König Johann (1801–1873), gestalterisch markant, von Johannes Schilling, künstlerisch und geschichtlich von Bedeutung, Seltenheitswert. | 09214027 |
| Weitere Bilder                          | Denkmal für Carl Maria von Weber; Zwinger (Einzeldenkmal zu ID-Nr. 09306255)                                      | Theaterplatz (Karte)                      | 11.10.1860 enthüllt (Denkmal) | Einzeldenkmal der Sachgesamtheit Zwinger: Denkmal für Carl Maria von Weber, geschaffen von Ernst Rietschel; Bronzestandbild auf Postament von Hermann Nicolai, zur Erinnerung an den Komponisten Carl Maria von Weber (1786–1826), künstlerisch und personengeschichtlich von Bedeutung. | 09214028 |
| Weitere Bilder                          | Sachgesamtheit Zwinger mit mehreren Einzeldenkmalen                                                               | Theaterplatz 1; 1a (Karte)                | 1709–1728 (Schlossanlage) | Sachgesamtheit Zwinger mit den folgenden Einzeldenkmalen: dem Zwinger (ID-Nr. 09214040), der Sempergalerie mit zwei kreisrunden, symmetrisch angeordneten Beckenbrunnen (ID-Nr. 09214025) und dem Carl Maria von Weber-Denkmal (ID-Nr. 09214028) sowie dem Zwingerhof, den parkartig gestaltete Außenanlagen mit Festungswall, Zwingerteich, Zwingergraben einschließlich Bepflanzung und den Grünanlagen zur Theaterplatzseite (als Gartendenkmalen) und den verbleibenden, zumeist gepflasterten Restflächen dazwischen (als Sachgesamtheitsteilen); die Baulichkeiten und Teile der Bepflanzung in ihrer architektonischen, gartengestalterischen Qualität von europäischem Rang, Anlage des Zwingers Hauptwerk der deutschen Barockarchitektur, eines der bedeutendsten Kulturdenkmale Dresdens und Sachsens, Graben und Wall erhaltene Teile der einstigen Dresdner Stadtbefestigung, alle Teile im Laufe der Zeit zu einer Einheit verschmolzen, baugeschichtlich, ortsgeschichtlich, künstlerisch, wissenschaftlich und städtebaulich bedeutend, einzigartiges Ensemble.                                                | 09306255 |
| Weitere Bilder                          | Zwinger mit Bauskulptur, Brunnen und weiterer Ausstattung (Einzeldenkmal zu ID-Nr. 09306255)                      | Theaterplatz 1; 1a (Karte)                | 1709–1728 (Palais) | Einzeldenkmal der Sachgesamtheit Zwinger: Zwinger mit Bauskulptur, Brunnen und weiterer Ausstattung; Anlage des einstigen Festspielplatzes mit Umbauung aus Eingangs- und Eckpavillons, Nymphenbad, Kronentor, Umfassungsgalerien, so genanntem Requisitengebäude sowie Anbau A und B, dazu reicher Skulpturenschmuck, umgibt den Zwingerhof (Gartendenkmal, siehe unter Sachgesamtheitsliste), bis auf die jüngeren Ergänzungen ein Werk des bekanntesten Barockbaumeisters von Sachsen, Matthäus Daniel Pöppelmann, in seiner architektonischen Qualität einzigartiges Bauwerk, Hauptwerk der europäischen Barockarchitektur, eines bedeutendsten Kulturdenkmale Dresdens und Sachsens, baugeschichtlich, ortsgeschichtlich, künstlerisch, wissenschaftlich und städtebaulich bedeutend. | 09214040 |
| Weitere Bilder                          | Gemäldegalerie Alte Meister; Rüstkammer; Sempergalerie; Zwinger (Einzeldenkmal zu ID-Nr. 09306255)                | Theaterplatz 1; 1a (Karte)                | 1847–1854 (Galerie) | Einzeldenkmal der Sachgesamtheit Zwinger: Galerie/Museum, dazu zwei symmetrisch angeordnete, platzseitige Beckenbrunnen; Einflügelbau mit Mittelrisalit und Kuppel, im Stil der Neorenaissance, Architekt: Gottfried Semper, Hauptwerk des Museumsbaus des 19. Jahrhunderts, baugeschichtlich, kunstgeschichtlich, künstlerisch und städtebaulich von Bedeutung. | 09214025 |
| Weitere Bilder                          | Hoftheater; Opernhaus; Semperoper; Theaterplatz (Einzeldenkmal zu ID-Nr. 09210346)                                | Theaterplatz 2 (Karte)                    | 1871–1878 (Opernhaus), 1977–1985 (Funktionsanbauten), 1985 (Relief)                                                                                 | Einzeldenkmal der Sachgesamtheit Theaterplatz: Theater/Oper mit drei rückwärtigen Funktionsanbauten sowie seitlicher Balustraden- und Treppenanlage; Rangtheater mit segmentbogig vortretendem Zuschauerraum, hohem Eingangsportikus und Bühnenhaus mit Flachgiebel, Eingangsportikus von Quadriga bekrönt, im Stil der Neorenaissance, Architekt: Gottfried Semper, eine der bedeutendsten Spielstätten im deutschsprachigen Raum, herausragendes architektonisches Zeugnis seiner Zeit, kulturgeschichtlich und baugeschichtlich bedeutend, mit seiner anspruchsvollen und unverwechselbaren Gestaltung zudem künstlerisch bedeutend, die sachlich gestalteten Anbauten bemerkenswerte Beispiele für die späte Nachkriegsmoderne der DDR, zusammen mit dem eigentlichen Opernbau und im Kontext mit dem Theaterplatzensemble städtebaulich von Belang, als unverwechselbare postmoderne Architektur zudem baugeschichtlich und künstlerisch wertvoll, gesamte Ensemble singulär. | 09214026 |
| Weitere Bilder                          | Italienisches Dörfchen                                                                                            | Theaterplatz 3 (Karte)                    | 1911–1913 (Restaurant), 1911–1913 (Relief), 1911–1913 (Figurengruppe), 1911–1913 (Brunnen)                                                          | Gaststättengebäude mit Freisitzterrasse einschließlich Linden (Gartendenkmal) und Stützmauer, dazu Brunnen, bauplastischer Schmuck, Plastik »Putto mit Truthahn« sowie einige rekonstruierte Raumfassungen; Gebäudekomplex aus Hauptbau, Verbindungstrakt und seitlichem Pavillon, gestalterisch bemerkenswert, dominiert von Rundbogengliederung, Mittelrisaliten mit Balkonvorbauten und Walmdächern, qualitätvoller, akzentuierender Bauschmuck, Teil des einzigartigen Theaterplatzensembles, baugeschichtlich und ortsgeschichtlich, künstlerisch sowie städtebaulich bedeutend. | 09214030 |
| Weitere Bilder                          | Zeughaus; Albertinum                                                                                              | Tzschirnerplatz 2 (Karte)                 | im Kern 1559–1563, bezeichnet 1559 (Zeughaus), 1884–1889, bezeichnet 1889 (Umbau zum Museum), 1891–1895 (Figurengruppe), 1909 (Relief)              | Museumsgebäude mit bauplastischem Schmuck, dazu nördlicher Fußweg mit Pflastergestaltung; repräsentativer Vierflügelbau mit zwei Innenhöfen, Grundriss über leicht verschobenem Rechteck, Umbau bis 1887 zum Museum bestimmt heutige Erscheinungsbild, Sandsteinfassade im Stil der italienischen Hochrenaissance, Erdgeschoss rustiziert, Gurtgesimse trennen Geschosse, Belebung der Fassade durch Mittelrisalite und die sie bekrönenden Figuren, Front zum Brühlschen Garten am aufwendigsten, Erdgeschosshalle mit toskanischen Säulen und Rusticaportale sind Zeugnisse des 16. Jahrhunderts, heute Standort von Skulpturensammlung, Münzkabinett und Gemäldegalerie Neue Meister, architekturgeschichtlich und künstlerisch singulärer Bau, zudem Teil der städtebaulich einzigartigen Front der Brühlschen Terrasse. Ehem. Zeughaus, mehrfach umgebaut (1743–1747 zur dreigeschossigen Anlage erweitert, 1887 im Stil der italienischen Hochrenaissance umgebaut), 1945 schwer beschädigt, bis 1969 wiederaufgebaut; seit 1887 Albertinum für Museumszwecke, heute Gemäldegalerie Neue Meister und Skulpturensammlung. | 09213822 |
| Weitere Bilder                          | Kurländer Palais                                                                                                  | Tzschirnerplatz 3; 4; 5 (Karte)           | 1728–1729 (Palais) | Stadtpalais, benannt nach dem zeitweiligen Besitzer Prinz Karl von Sachsen (1733–1796), Herzog von Kurland; markantes Gebäude aus der ersten Hälfte des 18. Jahrhunderts, eines der bedeutendsten Barockgebäude Dresdens, Großteil der Umfassungsmauern, Innenwänden des Parterre und Kellergewölbe originale Substanz, Ergänzungen rekonstruiert, baugeschichtlich, künstlerisch und städtebaulich bedeutend, zudem mit seiner Gestaltung singulär. Als Stadtpalais im Stil des Rokoko von Johann Christoph Knöffel erbaut, Festsaal 1763 durch Feuer beschädigt und von Friedrich August Krubsacius neu ausgestattet, Palais 1945 ausgebrannt, von 2006 bis 2008 wiedererrichtet. | 09214031 |
| Weitere Bilder                          | Bankgebäude (ehem.)                                                                                               | Waisenhausstraße 11; 11b (Karte)          | um 1900 (Bankgebäude) | Ehem. Bankgebäude der Deutschen Bank bzw. Dresdner Bank (Dr.-Külz-Ring 10 und Waisenhausstraße 11/11b); repräsentatives Gebäude im historistischen Stil, vor allem der Renaissance nachempfunden, äußerst aufwändige Fassaden, ehemals in geschlossener Bebauung, ortsgeschichtlich, baugeschichtlich und auch künstlerisch von Bedeutung. | 09214059 |
| Weitere Bilder                          | Wohnhauszeile in geschlossener Bebauung                                                                           | Wallstraße 1; 3; 5; 7; 9 (Karte)          | 1958–1960 (Wohnhaus) | sachlich gestaltet, mit axialer Fassadengliederung, Loggien und Walmdach, dazu Ladenzone, charakteristisches Beispiel der modernen Phase der DDR-Architektur und der gesamtdeutschen Nachkriegsmoderne, markante Zentrumsbebauung, wichtiges Zeugnis des Wiederaufbaus nach 1945, baugeschichtlich und städtebaulich bedeutend (siehe auch Altmarkt, Seestraße und Dr. Külz-Ring). | 09213842 |
| Weitere Bilder                          | Wohnhauszeile in halboffener Bebauung und Ecklage                                                                 | Wallstraße 15; 17; 19; 21 (Karte)         | 1958–1960 (Wohnhaus) | sachlich gestaltet, mit axialer Fassadengliederung, Loggien und Walmdach, dazu Ladenzone, charakteristisches Beispiel der modernen Phase der DDR-Architektur und der gesamtdeutschen Nachkriegsmoderne, markante Zentrumsbebauung, wichtiges Zeugnis des Wiederaufbaus nach 1945, baugeschichtlich und städtebaulich bedeutend (siehe auch Altmarkt und Dr. Külz-Ring). | 09213847 |
| Weitere Bilder                          | Gänsediebbrunnen                                                                                                  | Weiße Gasse (Karte)                       | 1878 (Brunnen), 1878 (Brunnenplastik) | Brunnen; Bronzeplastiken auf Postament und Sockel, dazu Brunnenschale und Brunnenbecken, gestalterisch bemerkenswerte Anlage von hoher künstlerischer Qualität, Bronzen Werk des bekannten Bildhauers Robert Diez, vor allem künstlerisch bedeutend. Denkmaltext: Gänsediebbrunnen. Sockel und Becken aus Granit, darauf die stark bewegte Bronzefigur des diebischen fahrenden Schülers Thomas Platter (1499–1582), von Robert Diez, 1876–80 (Dehio Dresden 2005, bearbeitet). | 09213921 |
| Weitere Bilder                          | Wohnhauszeile in geschlossener Bebauung und Ecklage                                                               | Weiße Gasse 1; 3 (Karte)                  | um 1958 (Wohnhaus) | sachlich gestaltet, mit axialer Fassadengliederung und Walmdach, dazu Ladenzone, charakteristisches Beispiel der modernen Phase der DDR-Architektur und der gesamtdeutschen Nachkriegsmoderne, markante Zentrumsbebauung, wichtiges Zeugnis des Wiederaufbaus nach 1945, baugeschichtlich und städtebaulich bedeutend (siehe auch Altmarkt, Gewandhausstraße, Kreuzstraße, Ringstraße und Wilsdruffer Straße). | 09214032 |
| Weitere Bilder                          | Wohnhauszeile in geschlossener Bebauung und Ecklage                                                               | Weiße Gasse 2; 4 (Karte)                  | um 1958 (Wohnhaus) | sachlich gestaltet, mit axialer Fassadengliederung und Walmdach, dazu Ladenzone, charakteristisches Beispiel der modernen Phase der DDR-Architektur und der gesamtdeutschen Nachkriegsmoderne, markante Zentrumsbebauung, wichtiges Zeugnis des Wiederaufbaus nach 1945, baugeschichtlich und städtebaulich bedeutend (siehe auch Altmarkt, Gewandhausstraße, Kreuzstraße, Ringstraße und Wilsdruffer Straße). | 09214033 |
| Weitere Bilder                          | Wohn- und Geschäftshauszeile in geschlossener Bebauung                                                            | Weiße Gasse 5; 7 (Karte)                  | 1953–1956 (Wohn- und Geschäftshaus) | Wohn- und Geschäftshauszeile in geschlossener Bebauung und Ecklage, zus. mit Wilsdruffer Straße 15–21; Ladenzone im Erdgeschoss und Restaurantzone im 1. Obergeschoss, Sandstein-Putzfassaden, im Stil der Nationalen Bautradition der 1950er Jahre, markante Zentrumsbebauung, wichtiges Zeugnis des Wiederaufbaus nach 1945, baugeschichtlich, künstlerisch und städtebaulich bedeutend (siehe auch Altmarkt, Gewandhausstraße, Kreuzstraße, Ringstraße und Wilsdruffer Straße). | 09214036 |
| Weitere Bilder                          | Wohn- und Geschäftshauszeile mit zweigeschossigem Verbindungsgang                                                 | Weiße Gasse 6; 8 (Karte)                  | 1956–1958 (Wohn- und Geschäftshaus) | Wohn- und Geschäftshauszeile mit zweigeschossigem Verbindungsgang zur Weißen Gasse 4, in geschlossener Bebauung und Ecklage, zus. mit Wilsdruffer Straße 9–13; Ladenzone im Erdgeschoss und Restaurantzone im 1. Obergeschoss, im Erdgeschossraum an der linken Seitenwand großes Bild mit Motiven aus Flora und Fauna unter Abdeckung erhalten, wohl Dekorationsmalerei aus der Entstehungszeit des Hauses, im Stil der Nationalen Bautradition der 1950er Jahre, aber bereits versachlicht, mit wenigen akzentuierenden Elementen (unter anderem historisierender Erker), baugeschichtlich und städtebaulich bedeutend (siehe auch Altmarkt, Gewandhausstraße, Kreuzstraße, Ringstraße und Wilsdruffer Straße). | 09214037 |
| Weitere Bilder                          | Land- und Steuerhaus; Landhaus; Stadtmuseum                                                                       | Wilsdruffer Straße 2; 2a (Karte)          | 1770–1776 (Ständehaus) | Museum; ehemals Verwaltungs- und Parlamentsgebäude, Zweiflügelanlage mit hofseitigem Mittelbau (darin doppelläufiges Treppenhaus), im barock-klassizistischen Stil, später erweitert, landesgeschichtlich, künstlerisch und baugeschichtlich von Bedeutung. Stadtmuseum Dresden | 09214044 |
| Weitere Bilder                          | Wohn- und Geschäftshaus in Ecklage                                                                                | Wilsdruffer Straße 3 (Karte)              | 1958–1961 (Wohn- und Geschäftshaus) | Wohn- und Geschäftshaus in geschlossener Bebauung und Ecklage, als turmartiger Kopfbau; mit Ladenzone in Erdgeschoss und 1. Obergeschoss, sachlich gestalteter Bau mit axialer Fassadengliederung, charakteristisches Beispiel der modernen Phase der DDR-Architektur, hier noch mit traditionellen Elementen, wie dem Walmdach, und der gesamtdeutschen Nachkriegsmoderne, markante Zentrumsbebauung, wichtiges Zeugnis des Wiederaufbaus nach 1945, baugeschichtlich und städtebaulich bedeutend (siehe auch Altmarkt, Gewandhausstraße, Kreuzstraße, Ringstraße und Weiße Gasse). | 09214045 |
|                                         | Gaststätte Szeged (ehem.)                                                                                         | Wilsdruffer Straße 4 (Karte)              | 1961–1962 (Farbglasfenster) | Glasfenster; gestalterisch anspruchsvoll gestaltetes Farbfenster vor allem mit folkloristischen Motiven aus Ungarn, künstlerisch bedeutend. | 09301772 |
| Weitere Bilder                          | Wohn- und Geschäftshaus                                                                                           | Wilsdruffer Straße 5; 7 (Karte)           | 1958–1961 (Wohn- und Geschäftshaus) | Wohn- und Geschäftshaus in geschlossener Bebauung und Ecklage (Wilsdruffer Straße 5/7 und Gewandhausstraße 2); mit vorgesetzter Ladenzone in Erdgeschoss und 1. Obergeschoss, an der Gewandhausstraße zweigeschossiger Flügel mit Büros und Restaurant (früher Ladengeschäft), sachlich gestaltete Bebauung mit axialer Fassadengliederung, charakteristisches Beispiel der modernen Phase der DDR-Architektur, hier noch mit traditionellen Elementen, wie einem breiten Standerker, und der gesamtdeutschen Nachkriegsmoderne, markante Zentrumsbebauung, wichtiges Zeugnis des Wiederaufbaus nach 1945, baugeschichtlich und städtebaulich bedeutend (siehe auch Altmarkt, Kreuzstraße, Ringstraße und Weiße Gasse). | 09214046 |
| Weitere Bilder                          | Wohn- und Geschäftshauszeile                                                                                      | Wilsdruffer Straße 9; 11; 13 (Karte)      | 1956–1958 (Wohn- und Geschäftshaus) | Wohn- und Geschäftshauszeile sowie niedrigerer Vorbau zur Wilsdruffer Straße 15, in geschlossener Bebauung und Ecklage, zus. mit Weißer Gasse 6/8; Ladenzone in Erdgeschoss und 1. Obergeschoss, im Stil der Nationalen Bautradition der 1950er Jahre, aber bereits versachlicht, der zweigeschossige, noch konservative Vorbau als mit Pfeilerhalle und Rundbögen gestaltete Durchfahrt, baugeschichtlich und städtebaulich bedeutend (siehe auch Altmarkt, Gewandhausstraße, Kreuzstraße, Ringstraße und Weiße Gasse). | 09214048 |
| Weitere Bilder                          | Rutsch- und Kletterelefant                                                                                        | Wilsdruffer Straße 13 (Karte)             | 1962 (Spielgerät) | typisches und zugleich gestalterisch anspruchsvolles Zeugnis der DDR-Kunst, zudem mit Seltenheitswert, künstlerisch von Bedeutung. | 09305788 |
| Weitere Bilder                          | Wohn- und Geschäftshauszeile                                                                                      | Wilsdruffer Straße 15; 17; 19; 21 (Karte) | 1953–1956 (Wohn- und Geschäftshaus) | Wohn- und Geschäftshauszeile sowie niedriger Verbindungsbau zu Wilsdruffer Straße 13 in geschlossener Bebauung und Ecklage, zus. mit Weißer Gasse 5/7; Ladenzone in Erdgeschoss und 1. Obergeschoss, im Stil der Nationalen Bautradition der 1950er Jahre, baugeschichtlich und städtebaulich bedeutend (siehe auch Altmarkt, Gewandhausstraße, Kreuzstraße, Ringstraße und Weiße Gasse). | 09214051 |
| Weitere Bilder                          | Kulturpalast Dresden                                                                                              | Wilsdruffer Straße 18 (Karte)             | 1967–1969 (Kulturhaus) | Veranstaltungsbau, dazu drei Fahnenmasten; Gebäude mit Foyer, Treppenhäusern, Konzertsaal (Neubau, fertiggestellt 2017); bemerkenswertes Beispiel der gesamtdeutschen Nachkriegsmoderne, mit seinen gestalterisch anspruchsvollen Schaufronten und dem zum Großteil noch erhaltenen Interieur aus der Entstehungszeit auch künstlerisch bedeutend. Bronzetüren von Gerd Jaeger (1927–2019). | 09301767 |

## Ausführliche Denkmaltexte
1. ↑  Denkmaltext

Der Fernwärmekanal ist ein etwa 1.100 Meter langes Teilstück des heutigen Fernwärmeversorgungsnetzes in Dresden. Er befindet sich unterhalb der Inneren Altstadt und ist überwiegend als begehbarer Sammelkanal mit den ursprünglichen Klinkerwänden, preußischen Kappen als Decken sowie einer Ablaufrinne im ebenfalls geklinkerten Fußboden ausgeführt. Einige Teilstücke und Abzweige zu bzw. unter den angeschlossenen Gebäuden sind reine Heizkanäle und nicht begehbar. Ein etwa 300 Meter langer Abschnitt – der sogenannte „Besucherkanal“ – ist seit 2000 für geführte Besuchergruppen zugänglich. Als Zeugnis der ersten öffentlichen Fernwärmeversorgung in Deutschland ist der Fernwärmekanal singulär sowie von großer technik- sowie stadtgeschichtlicher Bedeutung.

Geschichtliche Einordnung

Bereits 1895 führte der aufgrund von brandschutztechnischen Bedenken abgelehnte Einbau einer Heizungsanlage in die Dresdner Hofkirche zum Vorschlag einer gebäudeexternen Wärmeerzeugungsanlage durch den Baurat Julius Temper. Sein ursprüngliches Vorhaben, Wärme aus einem Heizwerk mittels Dampfleitung in die Kirche zu transportieren, wurde ausgeweitet zu einem umfassenderen Versorgungssystem. 1897 bewilligte der Landtag den Bau eines Fernheiz- und Elektrizitätswerks an der Packhofstraße zur Versorgung von mehreren Hof- und Staatsgebäuden mit „Heizung und Licht“ (Kummer, Friedrich, Verein zur Förderung Dresdens und des Fremdenverkehrs: Dresden und das Elbgelände. Dresden [ca. 1911], S. 113.). Dies waren im Einzelnen die folgenden Gebäude:
  1. Zoll- und Steuerdirektionsgebäude (an der Stallstraße)
  2. Königliches Opernhaus
  3. Gemäldegalerie und Kupferstichkabinett
  4. Zwingergebäude
  5. Katholische Hofkirche
  6. Königliches Residenzschloss
  7. Ständehaus (am Schloßplatz)
  8. Johanneum (am Neumarkt)
  9. Sekundogenitur-Bibliothek (auf der Brühlschen Terrasse)
  10. Kunstakademie- und Ausstellungsgebäude
  11. Albertinum
  12. Cosel-Palais (an der Frauenkirche)
  13. Polizeidirektionsgebäude (an der Schießgasse)
  14. „zukünftige Neubauten auf dem ehemaligen botanischen Garten und dem ehemaligen Militärbahnhofe“

(Trautmann, R.: Königliches Fernheiz-und Elektrizitätswerk zu Dresden. 1903, S. 2)

Neben der Verringerung der Brandgefahr durch viele einzelne Feuerstellen in den Gebäuden – gerade auch in Anbetracht der dort aufbewahrten Kunstwerke von Vorteil – sprach auch die abnehmende Belästigung durch Rauch und Ruß für die Fernheizung dieser Gebäude. Da viele der zu versorgenden Gebäude nicht nur der Heizung, sondern auch einer elektrischen Beleuchtung bedurften, bot sich schließlich eine räumliche Kombination von Fernheizwerk und Elektrizitätswerk an.
Dabei handelte es sich allerdings nicht nur um eine gemeinsame Nutzung des geplanten Neubaus durch Heiz- und Kraftwerksanlagen, sondern um eine „bis dahin in Europa noch nicht durchgeführte“ (Trautmann 1903, S. 1) teilweise Verknüpfung beider technischer Systeme. So sollte eine gemeinsame Dampfkesselanlage sowohl Heißdampf für den Fernheizbetrieb als auch für die bei der Stromerzeugung eingesetzten Dampfmaschinen liefern. Damit konnten Kesselanlage und notwendiges Bedienpersonal sozusagen „doppelt ausgenutzt“ werden und ermöglichten einen vergleichsweise wirtschaftlichen Betriebsablauf. Auch der tageszeitlich unterschiedliche Bedarf an Fernwärme und Strom führte zu einer besseren Auslastung der technischen Anlagen, so wurde Heizungswärme hauptsächlich morgens nachgefragt, Licht hingegen in den Abendstunden (vgl. hierzu auch Haiko, Peter: Die Architektur des XX. Jahrhunderts. Zeitschrift für moderne Baukunst. [Repräsentativer Querschnitt durch die 14 erschienen Jahrgänge 1901 bis 1914.] Tübingen 1989, S. 89ff.).

Nach knapp zweijähriger Bauzeit konnte 1900 das erste deutsche Fernheiz- und Elektrizitätswerk in Dresden in Betrieb genommen werden. Hier erzeugten zehn Dampfkessel Wasserdampf mit einer „mäßigen Überhitzung“ (Trautmann 1903, S. 6) von 140 °C. Dieser wurde in einem Hauptdampfverteiler mit einem Druck von etwa 6 Bar für die weitere Nutzung vorgehalten und je nach Bedarf zu den Dampfmaschinen des Kraftwerkbetriebs geführt oder in das Dampfleitungssystem eingespeist.
Über zwei Hauptdampfleitungen mit jeweils etwa 22 cm Durchmesser und kleinere abzweigende Leitungen gelangte der Wasserdampf zu den Dampfverteilern in den einzelnen Gebäuden. Bei niedrigen Außentemperaturen waren beide Hauptdampfleitungen in Betrieb, in den Sommermonaten versorgte eine unabhängige Rohrleitung die Semperoper mit von den anderen Gebäuden nicht nachgefragter Fernwärme. Der Dampfdruck im Leitungssystem betrug dabei auch an dem von der Erzeugerstelle entferntesten Entnahmepunkt immerhin noch etwa zwei Bar.
In den Gebäuden wurde die Wärme an verschiedenartige Heizeinrichtungen, wie z. B. Dampf-, Wasser- oder Luftheizungen (vgl. Trautmann 1903, S. 2f.), abgegeben und das daraufhin entstehende Kondensat aufgefangen. Nach einer Messung der Niederschlagswassermenge zur Ermittlung des jeweiligen Heizbedarfs konnte das noch heiße Wasser in einer gesonderten Kondensleitung zum Heizkraftwerk zurückgeleitet und wieder in die Dampfkessel eingespeist werden.
Der Rücklauf erfolgte aufgrund des Leitungsgefälles selbsttätig, lediglich das Niederschlagswasser aus Gebäuden hinter der Brühlschen Terrasse (also Kunstakademie, Albertinum, Cosel-Palais und Polizeidirektionsgebäude) musste mittels Schwimmerpumpen in einen Hochsammelbehälter gefördert werden, um dann über eine Straßenunterführung hinweg zur Hauptkondensleitung zu fließen.

Sämtliche Rohrleitungen wurden unterirdisch an der Seitenwand eines begehbaren Kanals von etwa 1.100 Metern Länge und einer lichten Höhe und Breite von zwei Metern verlegt. Mögliche durch Temperaturschwankungen verursachte Längenänderungen der Rohre versuchte man durch eine Befestigung auf beweglichen Kugelschlitten sowie „in großen flachen Bögen, die sich aus geraden und gekrümmten Strecken zusammensetzen,“ (Trautmann 1903, S. 6) zu kompensieren. Um größere Abkühlungsverluste beim Dampftransport zu verhindern, isolierte man die Rohrleitungen zudem nach Pasquay mit einer Umhüllung aus miteinander verdrehten und geflochtenen Seidenabfällen.

Zur Erzeugung von Elektrizität dienten im Heizkraftwerk drei mit Hilfe der bereits erwähnten Dampfmaschinen in Bewegung versetzte Gleichstromdynamos, der Gleichstrom wurde den Verbrauchsstellen über ein Dreileitersystem mit geerdetem Mittelleiter zugeführt. Da viele der mit Fernwärme zu versorgenden Gebäude auch eine elektrische Beleuchtung erhalten sollten, bot sich für die Verlegung der nötigen elektrischen Leitungen eine räumliche Zusammenführung mit dem Fernwärmesystem an. So installierte man die blanken Kupferleitungen ebenfalls in dem unterirdischen Kanal, aber an der den Rohrleitungen gegenüber befindlichen Seitenwand. Geschützt durch ein Gitter wurden die auf Porzellanisolatoren verlegten Seile, Stäbe oder Drähte durch eingemauerte Eisenstützen getragen (vgl. Trautmann 1903, S. 8). Zugleich nutzte man den nun vorhandenen Strom zur elektrischen Beleuchtung des Kanals durch einfache Glühlampen.
Weiterhin waren verschiedene Melde- und Messeinrichtungen integriert, so z. B. eine Telefonanlage zwischen den einzelnen Verbrauchern und dem Heizkraftwerk zur unmittelbaren Nachfrageregulierung oder Temperatur-, Druck- und Feuchtigkeitsmessstationen mit Alarmfunktion zur zentralen Überwachung des Betriebs (vgl. Trautmann 1903, S. 9).

1928 wurde der Betrieb des Fernheiz- und Elektrizitätswerkes an der Packhofstraße eingestellt, da es den immens gestiegenen Bedarf an Fernwärme und Elektrizität nicht mehr decken konnte. Der Fernwärmekanal wurde nun von dem zu einem Heizkraftwerk umgebauten Westkraftwerk mittels einer Dampfverbindungsleitung übernommen. Bis 1977 diente das alte Gebäude des Fernheiz- und Elektrizitätswerkes noch als Dampfverteilerstation, wobei der nun obsolet gewordene Schornstein bereits 1934 abgebrochen wurde. 1978 musste das Gebäude dem neuen Anbau der wieder aufgebauten Semperoper weichen, lediglich der Rohrleitungskanal – heute als Fernwärmekanal bezeichnet – ist als Zeugnis dieser ersten deutschen „Städteheizung“ erhalten geblieben.

Heutiger Zustand

Die ursprüngliche technische Ausstattung im Fernwärmekanal wurde zum überwiegenden Teil demontiert und zum Teil durch moderne Anlagen zur Fernwärme- und Fernkälteversorgung durch den derzeitigen Versorger, die DREWAG, ersetzt. So dient der Kanal auch heute noch als Wartungskanal für das gegenwärtige Leitungssystem der Fernwärmeversorgung, lediglich die Elektrizitätsversorgung der angeschlossenen Gebäude wird nicht mehr über den Kanal vorgenommen.
Abgesehen von dem begehbaren Kanal selbst, der an einigen Stellen durch neuere Versatzstücke aus Beton durchbrochen wird, sind allerdings stellenweise noch Überreste der ursprünglichen Ausstattung zu erkennen, so z. B. Isolatoren, Auflager der Rohrleitungen oder Durchlässe für diese in den Türen zu den Kellergeschossen der angeschlossenen Gebäude. Speziell die im Folgenden – nicht abschließend – aufgeführten Überreste der ursprünglichen Ausstattung des Fernwärmekanals sind dabei unbedingt erhaltenswürdig.
So haben sich im Kanalabschnitt Tzschirnerplatz – Kunstakademie neben einer eisernen Zweiflügeltür zum Kanalzustieg am Tzschirnerplatz auch ein Paar eiserne Konsolen erhalten, welche ursprünglich die Fernwärmeleitungsrohre trugen. Die Ablaufrinne im Fußboden hat sich dabei selbst in Teilbereichen erhalten, in denen die Preußische Kappendecke bereits durch Betonplatten ersetzt wurde.

Die heutige Fernwärmetrasse führt anschließend durch das Kellergeschoss der Kunstakademie hindurch zum nächsten begehbaren Kanalabschnitt zwischen Brühlscher Gasse und Kunstakademie. Der ursprüngliche Kanal zur Kunstakademie mündet an einer weiteren eisernen Tür, welche noch die Öffnungen für die einst zur Fernwärme- und Elektrizitätsversorgung des Gebäudes hindurchgeführten Rohrleitungen aufweist. Dahinter befindet sich ein Kellerbereich der Kunstakademie, in dem die hier anliegenden Leitungen in die kleineren Verteilerkanäle unter dem Gebäude selbst geführt wurden. Hiervon zeugen noch verschiedene Fragmente, wie etwa Reste der elektrischen Leitung, einige kleine Isolatoren und Halterungen für diese sowie eine Beschriftungstafel „220 V ~“ an einer Gebäudemauer. Ebenso hat sich auch in diesem Abschnitt die Ablaufrinne im Fußboden an mehreren Stellen erhalten.

Im Kanalabschnitt Kunstakademie – Brühlsche Gasse sind neben der Bodenablaufrinne, einer eisernen Tür zum Kellergeschoss der Kunstakademie mit inzwischen teils verschlossenen Rohrleitungsöffnungen und weiteren Eisentüren zur Töpferstraße vor allem mehrere eiserne Träger mit Isolatoren über den jetzigen Dampfleitungen sowie Reste der in die Kanalwand eingemauerten Eisenstützen für das ehemalige elektrische Leitungssystem bemerkenswert.
Der Kanalabschnitt Brühlsche Gasse – Residenzschloss, auch als „Besucherkanal“ bezeichnet, weist ebenfalls mehrere eiserne Träger mit Isolatoren sowie Reste elektrischer Leitungen an der Kanaldecke auf. Auch sind Spuren ursprünglicher Kabelträgerstützen an der Kanalwand zu entdecken. Hinzu kommen Fragmente der historischen technischen Ausstattung, die als Sammlung in diesem Teilabschnitt präsentiert werden. Der Kanalabschnitt mündet in einem Aufgang im Nordflügel des Schlosses, welcher über eine Außentür in einer Gebäudenische westlich des Georgenbaus erschlossen ist.
Im letzten Kanalabschnitt, dem Endbauwerk an der Semperoper, verlaufen an der Kanaldecke die Reste eines Signaldrahtes über die ganze Kanallänge. Auch sind in den Kanalwänden Spuren der einstigen Kabelträgerkonsolen erkennbar. Die etwa kniehohen Klinkervorlagen mit darüber abgetrennten Bolzen, die in regelmäßigen Abständen an den Kanalwänden sichtbar sind, könnten ursprünglich die eisernen Konsolen der Rohrleitungen getragen haben. Am auffälligsten sind auch in diesem Kanalabschnitt mehrere Träger mit Isolatoren am Abzweig zum Notausstieg beim Italienischen Dörfchen (LfD/2012).
2. ↑  Sachgesamtheit Brühlsche Terrasse mit folgenden Einzeldenkmalen: Festungswerk mit Kasematten, Jungfernbastei, den beiden Überführungen über Brühlsche Gasse und Münzgasse, Bärenzwinger und sogenannter Großer Tonne sowie dem Kanonenhof der Hasenbergbastion unter dem Kirchgemeindehaus der Reformierten Gemeinde Brühlscher Garten 4 (ID-Nr. 09213873), ehem. Hofgärtnerei, heute Kirchgemeindehaus der Reformierten Gemeinde (ID-Nr. 09213881), Großer Freitreppe mit Figurengruppen (ID-Nr. 09213876), Treppenanlage zur Münzgasse (ID-Nr. 09305238), Treppenanlage zum Georg-Treu-Platz (ID-Nr. 09305239), Rietschel-Denkmal (ID-Nr. 09213877), Semper-Denkmal (ID-Nr. 09213878), Böttger-Denkmal (ID-Nr. 09305240), zwei Sphingen auf Mauerstücken (ID-Nr. 09210285), Delphinbrunnen (ID-Nr. 09213875) und Brühlschem Becken (ID-Nr. 09305692), mit Gestaltung der Aussichtspromenade und des Georg-Treu-Platzes einschließlich Bepflanzung (Gartendenkmal), weiteren Denkmalen und Plastiken sowie Straßenpflaster und Geländer – gepflasterte Fläche mit Funktionsgebäude der Weißen Flotte, Terrassenufer 2 (alles Sachgesamtheitsteile), ursprüngliche Festungswall im 18. Jahrhundert zu einem Lustgarten und nach 1814 zu einer Promenade umgestaltet, die einzigartige Aussichtspromenade von Alexander von Humboldt treffend als »Balkon Europas« bezeichnet, entwickelte sich im Laufe des 19. Jahrhunderts zu einem Hauptanziehungspunkt für die Dresdner und die Gäste der Stadt, von der Elbe aus ortsbildprägend mit den als Platzwand dienenden rückwärtigen Gebäuden, dazu die Ansichten vom Georg-Treu-Platz, Hasenberg, Schloßplatz und Tzschirnerplatz, bauhistorisch, kunstgeschichtlich und ortsgeschichtlich, künstlerisch sowie städtebaulich bedeutend, dazu Teile des Fernwärmekanals (ID-Nr. 09304122).
3. 1 2  Denkmaltext

Stadtbefestigung und sog. Kasematten. Unter der Brühlschen Terrasse umfangreiche Teile der Befestigung des Mittelalters und vor allem der Renaissance freigelegt (im Stadtgebiet große Reste unterirdisch erhalten). Die Stadt war schon kurz nach ihrer Gründung von einer Befestigung umgeben, zu verschiedenen Zeiten werden Teile der Befestigungsanlage urkundlich erwähnt, die Mauer als solche erstmals 1299. Die Renaissance-Festung wurde im 16. Jh. in mehreren Etappen errichtet: unter Herzog Georg 1519–29 Verstärkung und Erweiterung der mittelalterlichen Mauer, dabei Einbeziehung der Vorstadt um die Frauenkirche, Befestigung des Elbufers und Errichtung des ersten Ziegeltores. 1546–56 unter Herzog Moritz und seinem Nachfolger August I. Bau einer modernen Bastionärsbefestigung nach norditalienischem Vorbild nach Plänen Caspar Vogt von Wierandts. Dabei entstanden auch das neue Ziegeltor und die kleine Bastion (um 1553). Bei der Bastionärsbefestigung (von der alle typischen Elemente unter der Brühlschen Terrasse erhalten sind) wurde die Stadt statt der dünnen mittelalterlichen Mauern von einem dicken Erdwall umgeben, der auf beiden Seiten mit Mauern befestigt war. Die ganze Anlage umlief ein breiter, ebenfalls mit Mauern befestigter Wassergraben, dessen Wasserstand unabhängig von der Elbe reguliert werden konnte. Von Bastionen, die pfeilförmig in den Graben ragten, konnte man den vor den Wällen liegenden Bereich beschießen. Wegen des dabei entstehenden Pulverqualms wurden hinter den Streichwehren offene Höfe in die Bastionen eingebaut. Die Stadttore führte man als Tunnelanlagen aus, durch die der Verkehr den Wall passieren konnte. Erweiterung und Umbau dieser Anlage 1569–78 durch Rochus von Lynar (1525–1596).

Das direkt hinter dem Festungswall 1559–63 erbaute neue Zeughaus (Albertinum) ragte mit seinem hohen Dach weithin sichtbar über den Wall hinaus und war damit der Schwachpunkt der Festung geworden. Paul Buchner erhielt deshalb 1590 den Auftrag für eine notwendige, schützende Erweiterung der Anlage. Er baute bis 1592 vor das Ziegeltor und über den bisherigen Graben hinweg eine neue große Bastion, in die er die kleine Bastion einbezog. Nach einer auf der Spitze aufgestellten Statue nannte man sie Jungfernbastei (unter August dem Starken 1721 in Venusbastei umbenannt). – 1748 erhielt Reichsgraf Heinrich von Brühl neben den bereits seit 1739 erhaltenen Teilen der elbseitigen Festungsanlagen auch die Venusbastion als Geschenk. Er ließ die Höfe auffüllen und die Brühlsche Terrasse mit zahlreichen Bauten errichten, die Bastion wurde zu einer Gartenanlage umgestaltet. Bei der Schleifung der Stadtbefestigung ab 1814 ließ man die Elbfront stehen, öffnete die Terrasse durch den Bau der Freitreppe am Schloßplatz aber nun für die Allgemeinheit. 1890/91 wurde eine weitere große Freitreppe vor die alte Stadtseite des Ziegeltores gebaut. Ziegeltor und Kasematten dienten bis in die 1960er Jahre als Lagerräume. Erste Ausgrabungen und Erforschung der Anlage 1965–68, wesentlich umfangreicher seit 1990.
 Bisher wurden folgende Bereiche freigelegt: Ziegeltor mit Nebenräumen, den davor von einer fünfbogigen Brücke überspannten Festungsgraben, über dem Paul Buchner die drei großen, über 40 m langen Kasematten errichtete und die kleine Bastion mit mehreren verschiedenartigen Räumen und zwei Höfen. In der Kasematte, die diese beiden Höfe miteinander verbindet, wurden Reste einer Gießerei des 16. Jh. freigelegt. Unterhalb verläuft ein Kanal, der von der Elbe her mit Kähnen befahren werden konnte. Öffnungen in seinem Gewölbe ermöglichten deren Be- und Entladung.
Brühlsche Terrasse. Auf der im 16. Jh. angelegten Befestigung der Altstadt (Stadtbefestigung/Kasematten) ließ Reichsgraf Heinrich von Brühl, der Premierminister Augusts III., auf dem von ihm bis 1748 erworbenen, elbseitigen Wall mehrere Bauwerke nach Plänen von Johann Christoph Knöffel errichten und die gesamte Fläche mit gärtnerischen Anlagen und Brunnen zu einem Ensemble von höchstem künstlerischem Rang gestalten. Von den zahlreichen Baulichkeiten ist nichts erhalten, doch stehen die (oft nach heftigen Diskussionen entstandenen) Nachfolgebauten mit ihnen in engem Zusammenhang: zunächst wurde das Brühlsche Palais (Ständehaus) in unmittelbarer Nähe zum Schloss errichtet, daran anschließend der Garten als Verbindung zur Bibliothek (Sekundogenitur). Unterhalb der Bibliothek, an der Festungsmauer zur Stadt, der bereits 1588 angelegte Klepperstall (Erneuerung durch Knöffel 1743), neben der Bibliothek das Galeriegebäude (Kunstakademie). Ein kleiner Gartenpavillon auf Höhe der kleinen Bastion, wurde später Atelier Ernst Rietschels (Rietschel-Denkmal). Das 1747 zerstörte Lusthaus der Jungfernbastei nach Plänen Knöffels durch ein neues Belvedere ersetzt (aus: Dehio Dresden 2005, bearbeitet).
4. 1 2  Hauptgebäude mit Eckpavillon (Kunstakademiegebäude), Seitengebäude mit Glaskuppel (Kunstausstellungsgebäude) und rückwärtige Einfriedung, erbaut nach Plänen von Constantin Lipsius im Stil der Neorenaissance, dazu Teile des Fernwärmekanals (ID-Nr. 09304122) und zwei Plastiken; Gebäudekomplex eine der beeindruckendsten historistischen Anlagen von Dresden, äußerst repräsentative Fassadengestaltung, mit umfänglichem Bildprogramm aus Figuren und Reliefs, bestimmt mit Brühlscher Terrasse Altstädter Elbansicht, baugeschichtlich, künstlerisch und städtebaulich bedeutend, die zwei beschädigten monumentalen Plastiken liegender, einst geflügelter Löwen (Flügel inzwischen verloren) von Eugen Kircheisen, Eisenguss 1893, ursprünglich das Giebeldreieck des Südeingangs flankierend, seit 1992 im Freigelände nördlich der HfBK-Ateliergebäude Dresden (Pfotenhauerstraße 81/83).
5. 1 2 3  Rathaus, dazu Außenanlagen wie Rekonstruktion (Kopie) des Hietzigbrunnens von Georg Wrba an der Seite zur Kreuzkirche, jeweils zwei Fahnenmastsockel an Dr.-Külz-Ring und Rathausplatz sowie einigen Skulpturen: zwei bronzenen Schildlöwen vor Haupteingang zum Rathausplatz (Goldene Pforte), Bronzeplastik eines Dionysos auf Esel vor Eingang Ratskeller usw., außerdem Figur des so genannten Rathausmannes auf der Turmspitze; Gebäudekomplex mit sechs Innenhöfen und Turm, im Inneren mit Eingangsbereich hinter der Goldenen Pforte, Haupttreppenhaus im Turmgebäude einschließlich zweiarmiger geschwungener Treppe, Plenarsaal, Festsaal, Bereich vor Plenarsaal und Festsaal und Beratungszimmer 2-171, Komplex als besonders herausragendes Beispiel verschiedener Architekturepochen seit dem Anfang des 20. Jahrhunderts (später Historismus sowie Nachkriegsmoderne) und wegen seines zahlreichen skulpturalen Schmucks und vielen Teilen der Innenausstattung von baugeschichtlicher und künstlerischer Bedeutung, dabei gestalterisch singulär, prägt mit seinem Turm die Silhouette von Dresden entscheidend mit, demzufolge auch städtebaulich von Belang. Rathausgebäude mit Innenhöfen und Turm, nach Plänen von Karl Roth und Edmund Bräter errichtet, 1945 teilzerstört, bis 1965 rekonstruiert, Turmspitze mit dem Rathausmann von Richard Guhr.
6. ↑  Denkmaltext

Die 1985 auf dem Georg-Treu-Platz, in der Mitte Dresdens, aufgestellte Bronzefigur „Großer trauender Mann“ erscheint als hochrechteckiger, auf einem Stein verharrend Sitzender mit scharf angezogenen Knien. Trauer, Verzweiflung und seelische Qualen werden mit ihr wirkungsvoll in Szene gesetzt. Der Schöpfer der Plastik Wieland Förster (geb. 1930) hat hier seine persönlichen Leiderfahrungen während der Bombardierungen Dresdens 1945 verarbeitet. Der Standort ist vom Künstler eigens für die ausdrucksstarke Arbeit ausgewählt worden. Insbesondere das Thema Trauer zieht sich wie ein roter Faden durch das Werk Försters, der bereits 1973–1975 einen „Trauernden Mann“, im Bestand der Nationalgalerie Berlin, geschaffen hat. Überregional bekannt ist auch die Große Neeberger Figur im Skulpturenpark Magdeburg. Förster hat sich zu DDR-Zeiten nicht nur als Bildhauer, sondern auch als Grafiker einen Namen gemacht. Er gehört ohne Zweifel zu den bekannteren DDR-Künstlern, wie eine Vielzahl von Publikationen (vor und nach 1989 erschienen) belegen. Als wichtiges und ausdrucksstarkes Werk eines bekannten deutschen Bildhauers und Grafikers ist der „Große trauernde Mann“ sowohl kunsthistorisch als auch künstlerisch bedeutend (LfD/2013).
7. 1 2  Kulturpalast Dresden (Entwurf: Leopold Wiel, Planung: Wolfgang Hänsch); Konzert- und Veranstaltungsgebäude, dazu drei Fahnenmasten; Gebäude mit Foyer, Schmetterlingstreppenhäusern, Konzertsaal (Neubau, fertiggestellt 2017), Studiobühne und Chorprobenraum, Stahlskelettbau, Fassade des Sockelgeschosses aus Naturstein, des Obergeschosses aus Aluminium-Glas-Elementen, Wandbild »Der Weg der roten Fahne« (ID-Nr. 09210006) an der Schloßstraße, eigenwilliger Kupferdachaufbau, anspruchsvolle Innenausstattung, eines der bedeutendsten öffentlichen Gebäude der DDR-Architektur, Kulturhäuser und -paläste wichtige Bauaufgabe, spielten große Rolle bei Vermittlung von Musik, Theater und anderen Kunstgenres, Kulturpalast somit nicht nur bedeutsames Zeugnis der modernen Phase der DDR-Architektur, sondern auch kultur- und sozialgeschichtlich von Belang, des Weiteren bemerkenswertes Beispiel der gesamtdeutschen Nachkriegsmoderne, mit seinen gestalterisch anspruchsvollen Schaufronten und dem zum Großteil noch erhaltenen Interieur aus der Entstehungszeit auch künstlerisch bedeutend, gehört mittlerweile zu den Wahrzeichen von Dresden.
8. 1 2  Denkmaltext

Residenzschloss, heute Grünes Gewölbe / Kupferstich-Kabinett / Münzkabinett / Kunstbibliothek (Schloßstr. 25 / Taschenberg 2). Der ausgedehnte Baukomplex ist – obwohl 1945 schwer beschädigt – noch immer ein erstrangiges Monument, in dem sich 800 Jahre sächsischer Geschichte und Kultur spiegeln. Im Stadtbild tritt insbesondere der Hausmannsturm als der höchste Turm Dresdens und das stattliche Georgentor in der Achse der Augustusbrücke in Erscheinung.
Den Kern des Schlosses bildet eine Vierflügelanlage aus dem 16. Jh. Deren Westflügel ist vom Theaterplatz aus sichtbar, der Nordflügel dagegen durch die Hofkirche, mit der er durch einen Übergang verbunden ist, weitgehend verdeckt. Der noch stark zerstörte Ostflügel bildet die Straßenfront der Schloßstraße. Der Südflügel trennt den Großen Schloßhof von einem südlich anschließenden Kleinen Schloßhof aus dem späten 16. Jh. An seiner Ostseite befindet sich die ehem. einzige Einfahrt innerhalb eines Torhauses.
Südlich schließen sich um einen weiteren Wirtschaftshof Bauteile des späten 19. Jh. an.

Baugeschichte: Trotz intensiver archäologischer Forschungen ist die Entstehungsgeschichte der Vorgängerbauten im 12. und 13. Jh. nicht klar und die historische Rolle der ergrabenen Baulichkeiten umstritten. Am E. des 12. Jh. befanden sich Holzhäuser im Bereich des heutigen Großen Schloßhofes, die angeblich als Bauhütten bei der Errichtung der Steinbrücke gedient haben, die Frühdatierung der steinernen Bogenbrücke, 1287 erstmals genannt, ist aber nicht sicher. Im 13. Jh. existierten zwei feudale Baukomplexe, der eine in der Nähe der heutigen Sophienstraße, der andere im Bereich des heutigen Ost- und Nordflügels des Schlosses und innerhalb des Hofes. Der ältere Teil war ein steinerner Raum unterhalb des Ostteils des Nordflügels, angeblich ein Bad Innerhalb des heutigen Hofes lag eine Kemenate, von der ehem. kreuzgratgewölbte Kellergewölbe ergraben wurden, die um 1230, aber ebenso gut um 1260/70 entstanden sein können. Damals war der in etwa quadratische Hof von Baulichkeiten und mehreren quadratischen Türmen umgeben. Die Vermutung, dass diese „kastellartige Curie“ dem Burggrafen von Dohna gehörte, ist nicht erwiesen. Vielleicht ist sie doch mit der 1289 erstmals genannten Burg des Wettiner Markgrafen Heinrich identisch, der seit 1263 immer öfter in Dresden residierte. Um 1300 Sicherung der früher angeblich in die Stadtbefestigung einbezogenen Burganlage durch einen sie umgebenden Graben. Um 1400 – veranlasst durch Markgraf Wilhelm – Neubau des Ostteils des Nordflügels mit dem Hausmannsturm am westlichen Ende, davon aufgehendes Mauerwerk mit einem spitzbogigen Portal erhalten. Nach der M. des 15. Jh. schrittweise Um- und Neubau der gesamten Anlage, besonders rege Bautätigkeit 1468–80. Das Ergebnis war eine durch ein Modell von 1530 belegte, für die Schloßbaukunst in Mitteldeutschland beachtliche Vierflügelanlage: die Gebäude von drei Geschossen, der Westflügel, der südlich an den Hausmannsturm anschloss und die Kapelle enthielt, von vier Geschossen, an der Südseite der runde Schössereiturm, in der Mitte des südlichen Hofabschlusses das quadratische, turmartige Torhaus mit polygonalen Erkern (dessen Fundamente ergraben), südlich davor ein von einer Mauer begrenzter Graben, darüber vor dem Tor eine Brücke. Vor dem Ostflügel hofseitig ein Treppenturm, hier im Erdgeschoss eine zweischiffige Halle mit Kreuzgratgewölben und weitere kreuzrippengewölbte Räume.

Herzog Georg baute 1530–35 das alte Elbtor in der Achse der Schloßstraße zum sog. Georgentor um. Dieser Bau war eine Inkunabel der Architektur der Renaissance in Mitteldeutschland. Er besaß zwei Schauseiten, eine Tod und Vergänglichkeit im Relief darstellende Seite nach der Elbe zu, eine dem neuen Leben in Christus gewidmete Seite zur Schloßstraße hin, davon erhalten das Portal an der Westseite des heutigen Georgentores und Teile des südlichen Portals östlich des Georgentores. Von der Nordfassade stammt der von Christoph Walther I geschaffene Totentanz (Dreikönigskirche, Dresden-Innere Neustadt) sowie ein Bildnismedaillon des Herzogpaares und Wappen, von der Südfassade schöne Details wie z. B. ein polychromiertes Madonnenrelief (z. Z. im Depot).
Anlass für eine Erweiterung des alten Schlosses war der Erwerb der Kurwürde für die albertinischen Wettiner durch Moritz in der Folge der Schlacht bei Mühlberg 1547. Noch 1547 Abbruch des Westflügels, Beginn des Neubaus 1548, Entschluss zu einer Erweiterung des Schlosses um das Doppelte 1549. Abschluss der Bautätigkeit 1556, im Wesentlichen aber schon 1552 fertig. Als bauleitender Architekt wirkte Caspar Vogt von Wierandt. Von der alten Anlage blieben im Südflügel das Torhaus erhalten, vom Ostflügel und dem östlichen Teil des Nordflügels samt dem Hausmannsturm die Außenmauern. Der Neubau ist wiederum eine annähernd regelmäßige Vierflügelanlage von drei Geschossen mit Satteldächern und Zwerchhäusern mit Volutengiebeln. Als Schauseite ausgebildet die Südseite des Nordflügels mit einem dem Hausmannsturm vorgelagerten loggienartigen Altan von vier Geschossen unter Verwendung der klassischen Säulenordnungen, seitlich zwei Eckwendelsteine. Der Westflügel, das „Neue Haus“, breiter als die anderen Flügel, nur hier die Räume zweihüftig angeordnet. Ein weiterer Wendelstein in der Südwestecke. Südlich des Südflügels Verfüllung des Grabens und Errichtung eines Badehauses mit monumentaler Brunnenanlage.
Die wichtigsten Räume waren der Riesensaal im Ostflügel, ein nach den hier gemalten Trägerfiguren benannter Festsaal, und die durch zwei Geschosse durchlaufende Schloßkapelle westlich des Hausmannsturms. Das prachtvolle Eingangsportal in Hochrenaissanceformen von 1555/56 erhalten (Portal der Schloßkapelle), Wiederaufbau am urspr. Ort vorgesehen. Das Innere war ein Saal mit Wandpfeilern, Emporen und einem Rippennetzgewölbe. Die Kapelle wiederholte den Typus der Torgauer Schlosskapelle.
Das Innere reich ausgestaltet mit einem Altarretabel, teilweise in Alabaster, teilweise in Sandstein, von äußerst feiner Durchbildung, in Teilen erhalten. Stark beschädigt auch der fein reliefierte Taufstein von Hans Walther II (Sophienkirche, Dresden). Berühmt war das Orgelwerk auf der Ostempore von Gottfried Fritzsche, 1612, gegenüber auf der Westempore die Fürstenloge. In den Obergeschossen des Westflügels Räume für Regierungsgeschäfte und kurfürstliche Wohnräume, hier wenig später im Erdgeschoss in drei gewölbten Räumen die „Geheime Verwahrung“, 1572 erstmals „Grünes Gewölbe“ genannt, diese Raumgruppe einschließlich ihrer Stuckdecken erhalten. Im Dachgeschoss 1560 unter Kurfürst August die Kunstkammer eingerichtet.
Die äußere Erscheinung des Renaissanceschlosses war bestimmt durch die alle Fassaden außen und innen überziehenden Sgraffiti nach Entwürfen der aus Brescia stammenden Brüder Gabriel und Benedikt Tola. Diese vereinheitlichten die Fassaden durch die Andeutung einer architektonischen Gliederung, zwischen den paarig angelegten Fenstern Bilder von „römischen Historien“ und biblische Szenen. An der Rückseite des Altans farbige Wandbilder mit folgenden Themen: Bekehrung des Paulus, Anbetung der Könige, die Königin von Saba vor Salomo. An der Brüstung Reliefs mit Szenen von der Einnahme des Gelobten Landes durch Josua von Hans Walther II, in Resten im Stadtmuseum Dresden erhalten. Auch an den seitlichen Wendelsteinen Reliefs mit Kampfszenen, so am nordwestlichen drei Szenen aus dem Trojanischen Krieg, am nordöstlichen wohl aus den Perserkriegen. Das gesamte Bildprogramm bezog sich auf Kurfürst Moritz als Feldherrn in seinem Kampf für die protestantische Sache und auf die von einem Fürsten zu erwartenden Tugenden. 1565/67 entstand unter Leitung von Hans Irmisch östlich von der Schloßstraße das dreiflügelige Kanzleihaus. Unter Kurfürst Christian 1588–95 Bau des Kleinen Schlosshofes südlich des Großen Hofes mit dem zweigeschossigen Torhaus und einer dreigeschossigen Loggia unter Paul Buchner, das dorisierende Portal an der Schloßstraße mit plastischem Schmuck von Andreas Walther III. Gleichzeitig entstand der Stallhof.
Johann Georg I. veranlasste die Ausgestaltung des Riesensaals seit 1627, fertiggestellt erst 1650 nach Plänen von Wilhelm Dilich, die Decke als Holztonne in den Dachstuhl eingreifend. Ausmalung durch verschiedene Hofmaler mit den Gestalten der „Nationen“ und sächsischen Stadtveduten, letztere von Dilich, an der Decke Tierkreiszeichen. Neben der Schloßkapelle war der Riesensaal der repräsentativste Raum im Schloß, er diente für Staatszeremonien und Festlichkeiten, damit auch Hauptwirkungsstätte des Hofkapellmeisters Heinrich Schütz.
Unter Johann Georg II. Johann Georg III. Erneuerungen des Schlosses zum Teil im Stil der Renaissance, so Erneuerungen der Sgraffiti (1676–78) und Kopie des südwestlichen Wendelsteins in der Südostecke (1682/83), andererseits Ausgestaltung von Innenräumen mit Stuck in Barockformen unter Leitung von Wolf Caspar von Klengel, wohl von Italienern ausgeführt, davon Reste erhalten. Von Klengel auch die Erhöhung des Hausmannsturms 1674–76. Westlich des Schlosses Bau eines Komödienhauses 1667, südwestlich eines Ballhauses 1668. Neubau eines mit Welschem Dach versehenen Flügels westlich vom ehem. Badehaus und Anlage einer Säulenloggia am Bärengarten nach Plänen von Wolf Caspar von Klengel. 1682/83 Umbau des spätgotischen Torhauses und Anlage eines barocken Portales nach Plänen von Johann Georg Starcke, der figürliche Schmuck von Conrad Max Süßner. Unter Johann Georg IV. 1693 Einbau der Englischen Treppe in die ehem. Schösserei an der Südostecke. An der Außenseite des Hausmannsturms entstand gleichzeitig das Grüne Tor, ein Denkmal an die Kämpfe Johann Georgs III. gegen die Türken erinnernd, die plastische Ausgestaltung mit Wappen und Trophäen von Marcus Conrad Dietze.
1701 durch Brand Zerstörung des Georgentors, des Ostflügels und des östlichen Teils des Nordflügels. Wiederaufbau erst 1718, dabei Abbruch des Schössereiturms und Wiederherstellung der Englischen Treppe, der Riesensaal in bescheidenen Barockformen wiederaufgebaut, die Außenarchitektur der Renaissancegiebel beraubt. Auch das Georgentor bis 1719 als Wohnung Augusts des Starken hergerichtet, gleichzeitig reiche Ausgestaltung des Turmzimmers im zweiten Obergeschoss und des Steinernen Saals über der Kapelle, seit 1722 Propositionssaal genannt. Ziel war die Herstellung einer feierlichen Folge von Räumen in dem als Festetage benutzten zweiten Obergeschoss. Dem Propositionssaal folgten der Eckparadesaal an der Nordwestecke, sodann mehrere Vorzimmer im Westflügel. Höhepunkt bildeten das Audienzgemach und das Paradeschlafzimmer. Im Audienzgemach Pilaster von kostbaren Reliefgoldstickereien auf Goldbrokat vor rotsamtener Wandfläche. Supraportenbilder von Louis de Silvestre, von diesem auch das Deckenbild mit einer Darstellung des Herkules als Schützer der Tugenden. Zahlreiche Ausstattungsstücke wie Spiegel, Stickereien, Supraporten und Möbel u. a. die berühmten Silbermöbel erhalten. Im Paradeschlafzimmer grüner Samt mit rahmenden Stickereien, das Deckenbild mit Darstellung der Aurora, ebenfalls von Silvestre. Die Gemäldegalerie im Südflügel verband die Paradezimmer mit der Englischen Treppe.
Im Zusammenhang mit der Aufgliederung der bisher in der Kunstkammer aufbewahrten Gegenstände in einzelne Sammlungen Einrichtung der Schatzkammer im Erdgeschoss des Westflügels als „Grünes Gewölbe“ 1723–29, als Künstler beteiligt Matthäus Daniel Pöppelmann, Raymond Leplat, Zacharias Longuelune, Johann Benjamin Thomae als Bildhauer, Christian Reinow und Martin Schnell als Maler für Marmorierungen und Lackarbeiten. Getrennte Aufstellung der Gegenstände in einem Bronzezimmer, einem Elfenbeinzimmer, einem Weißsilberzimmer, einem Silberzimmer, dem Pretiosensaal, dem Wappenzimmer und dem Juwelenzimmer. Mit Ausnahme der beiden letzten ist die Ausstattung dieser Räume mit Holzverkleidungen, Spiegeln und Konsolen geborgen.
Unter König August III. 1737 Schließung der evangelische Schloßkapelle und Ausbau für Wohn- und Verwaltungszwecke. Nach 1761 Umbau des Ostflügels, dabei Aufgabe des Riesensaals und Überbauung des Torhauses. In den Folgejahren Veränderung der Dächer auch westlich des Hausmannsturmes, dabei Aufgabe der Renaissancegiebel. Von den in der 2. H. des 18. Jh. entstandenen Räumen die Ofennischen des 1767 neu gestalteten Eckparadesaals erhalten.
Rege Bautätigkeit entfaltete sich erst wieder unter König Friedrich August II. seit 1833, Aufstockung des Georgentores. 1838–54 Ausgestaltung der Säle im zweiten Obergeschoss des Nordflügels, als Ballsaal östlich des Turmzimmers als Stände- oder Propositionssaal westlich desselben, die Innenarchitektur von Otto von Wolframsdorf, die Ausmalung von Eduard Bendemann. Im Ständesaal Historienbilder aus dem Leben des Sachsenkönigs Heinrich. Im Ballsaal auf einer Seite Hochzeitsszenen, Peleus mit Thetis und Alexander mit Statira, auf der anderen Festzüge des Apoll und des Dionysos, weiterhin zwischen den Fenstern die Musen der Künste. Das Programm des Ständesaals verherrlichte den Herrscher in romantischer Sicht als Volkskönig. Unter König Johann erfolgte 1866–68 die Einrichtung eines reich stuckierten Kleinen Ballsaals im Georgentor nach Plänen von Bernhard Krüger, unter König Albert weitere neubarocke Raumgestaltungen, unter anderem Erhöhung des Großen Ballsaals und Ausgestaltung mit einem Deckenbild nach 1880. Anlässlich der 800–Jahr-Feier der Dynastie der Wettiner 1889–1901 Umgestaltung des unscheinbar gewordenen Äußeren des Schlosses unter Gustav Dunger & Gustav Frölich, beginnend mit dem Westflügel 1889, fortschreitend 1892/93 mit dem Bau eines Traktes südlich des Kleinen Schloßhofes, der sich um einen weiteren neu geschaffenen Wirtschaftshof gruppiert. Hierbei auch Neugestaltung des Übergangs zum Taschenbergpalais, den es seit dem 18. Jh. gab, und der schon unter Wolframsdorf erneuert worden war. Umbau des Ostflügels 1894/95, dabei vom Historischen stark abweichende Architekturelemente wie Erker und Giebel verwendet, sodann des Nordflügels 1896, dabei Verkleidung des Übergangs zur Hofkirche mit in Kupferblech getriebenem plastischen Schmuck nach Gipsmodell von Kurt Roch. Den baulichen Abschluss bildete die repräsentative Umgestaltung des Georgentores 1899–1901. Im Zuge des Umbaus stilistische Veränderungen vom Stil der deutschen Neurenaissance mit neubarocken Anklängen bis hin zu einem mit Jugendstilformen durchsetzten Historismus. 1896 erfolgte auch eine Umgestaltung der Hofseite des Nordflügels durch Herausrücken des Altans und Anfügung eines Laufgangs vor den Festsälen im zweiten Obergeschoss.
Am 13. Februar 1945 in allen Teilen ausgebrannt und stark beschädigt, lediglich die Säle des Grünen Gewölbes einschließlich ihrer Ausstattung erhalten, nur zwei Räume ausgebrannt. 1946/47 Sicherung des Hausmannsturmes und in den Folgejahren Notdächer über den gewölbten Erdgeschossräumen. In den 1960er Jahren provisorische Nutzung der Räume des Grünen Gewölbes, 1964–67 Wiederherstellung des Georgenbaus. In den siebziger Jahren provisorische Herrichtung des Südflügels. Seit 1985 Wiederaufbau des Westflügels, nach 1989 des Nordflügels, 1991 Fertigstellung von Haube, Laterne und Spitze des Hausmannsturmes, 1991–94 Fertigstellung des Nordflügels und des Südflügels im Großen Hof. Seit 1996 Wiederherstellung des Kleinen Schloßhofes, Konservierung der Loggien.
Der Wiederaufbau verfolgt das Ziel, den Großen und Kleinen Schloßhof im Sinne der Erbauungszeit im 16. Jh. einschließlich der Sgraffiti wiederherzustellen, die Außenfassaden aber in der Gestaltung von Dunger & Frölich wiederherzurichten.

Beschreibung: Vom historischen Bestand sind folgende Teile zu nennen:
Georgentor: Repräsentative, von einem Giebel bekrönte späthistoristische Schauseite zum Schloßplatz hin, von 1899–1901, der zweigeschossige Erker von Kriegern getragen, der Mittelbau flankiert von runden Eckerkern, im Giebel Nische mit dem Reiterdenkmal Herzog Georgs, der reiche plastische Schmuck von Christian Behrens, die dekorativen Details von Jugendstilelementen durchsetzt. Schlichter die Süd-, West- und Ostseite. Die Durchfahrt zur Schloßstraße dreischiffig mit Kreuzrippengewölben. Nach dem Stallhof zu Gewölbe auf einer gedrungenen Säule vom Baubestand des 16. Jh. An den Bau versetzt zwei Portale, an der Westseite das ehem. Nordportal des Georgenbaus von 1530–35, rundbogig, von zwei Kandelabersäulen flankiert und von einem Gebälk abgeschlossen, die gesamte Architektur von feinem Renaissancedekor überzogen. Im Scheitel des Bogens Schild mit Totenkopf, in den Zwickeln Reliefs von Adam mit Hacke und Eva mit Spinnrocken. In der Attika die Inschrift: PER . INVIDIAM . DYABOLI . MORS . INTRAVIT . IN . ORBEM (Durch den Neid des Teufels ist der Tod in die Welt gekommen – Wahlspruch von Georg dem Bärtigen) bezieht sich auf die dem Tod gewidmete Nordseite des alten Georgentores. Das zweite Renaissance-Portal hat sich an der Ostseite in der ehem. Durchfahrt zum Stallhof erhalten, rundbogig mit schönem Gebälk und zwei Medaillons in den Zwickeln. Die Raumaufteilung des Georgentores erhielt sich im ersten und zweiten Obergeschoss, im ersten Obergeschoss ist ein Renaissanceportal von 1535 erhalten. Im Kleinen Ballsaal in einer Nische an der Südseite Stuckreste aufgefunden.
Nordflügel: Die Außenarchitektur zeigt die Gestaltung von 1896, schlichte dreigeschossige Putzarchitektur mit rustiziertem, in Sandstein verkleidetem Erdgeschoss, in der Dachzone zwei Zwerchhäuser mit Volutengiebeln. Der Hausmannsturm, im unteren Teil E. 19. Jh. mit Sandstein verkleidet, der obere Teil achteckig oberhalb eines auf Konsolen auskragenden Umgangs Sandsteinarchitektur Klengels mit Blendbogen, ovalen Fenstern und kräftigen, plastisch verzierten Schlusssteinen. In seiner Erdgeschosszone das sog. Grüne Tor, eine Rustika-Architektur mit vorgelegten toskanischen Säulen und mächtigem Kurwappen im Schlussstein. Die Trophäen in den Rücklagen und über der Attika sowie die Figuren an der segmentbogigen Verdachung eines Fensters über dem Portal von Marcus Conrad Dietze. An der Hofseite nur die Umfassungsmauer des östlichen Teils und die Wendelsteine erhalten. Vom nordwestlichen, schwer brandgeschädigten Wendelstein nur einige Reliefs und Figuren sowie das Gitter original, der plastische Schmuck, der niederländische Einflüsse zeigte, 1993–95 kopiert, auch die Reliefs mit Szenen aus dem Trojanischen Krieg – ehem. wohl von Hans Walther II – nachgestaltet. Besser erhalten der Schmuck des nordöstlichen Wendelsteins mit Figuren von Adam und Eva, Kain und Abel, Wildem Mann und Wilder Frau sowie Szenen aus dem Perserkrieg im Hauptgesims. An der Hofseite des östlichen Teils ein spitzbogiges Portal vom Erstbau um 1400, ein ähnliches an der Ostseite des Hausmannsturms im Obergeschoss. Die Keller unter dem Nordflügel sind tonnengewölbt, erhalten haben sich auch die zweischiffigen, kreuzgratgewölbten Räume im östlichen Teil aus dem 16. Jh. Im zweiten Obergeschoss findet sich feiner ornamentaler Stuck am Gewölbe des ehem. Turmzimmers aus der M. des 16. Jh. Die Stuckdekoration des Ballsaales von Wolframsdorf ist in großen Partien erhalten, dazu die Fenstergitter aus der Zeit der Umgestaltung durch Dunger & Frölich. – Portal der Schloßkapelle (z. Zt. in Restaurierung). Das 1738 nach Schließung der Kapelle entfernte Sandsteinportal zunächst an die Westseite der Sophienkirche versetzt, dann 1864─2003 neben der Hauptfassade des Johanneums am Jüdenhof aufgestellt. 1876 restauriert (bezeichnet in der Laibung des Bogens), 1945 beschädigt. Rückführung an den urspr. Ort vorgesehen.
Das aus Cottaer Sandstein geschaffene Portal, vermutlich 1554 begonnen (bezeichnet in der Kandelabergroteske der Bogeneinfassung) und 1555 fertiggestellt (bezeichnet zwischen den Säulen), zählt zu den bedeutendsten plastischen Schöpfungen der Renaissance in Deutschland. Der Entwurf stammt von namentlich nicht genau nachzuweisenden italienischen Künstlern (vielleicht Giovanni Maria da Padova und Johann Agania), die am Schloßumbau nach 1547 beteiligt waren, während die Ausführung wohl zum Teil von deutschen Bildhauern (Hans Walther II) übernommen wurde (Figuren). Nach dem Vorbild antiker römischer Triumphbogen geschaffen, zeigt es eine reiche, fein gearbeitete Ornamentik mit Kandelabergrotesken sowie Figuren und Reliefs von ausgezeichneter Qualität. Zwischen den korinthischen Säulen übereinander je zwei Nischen angeordnet, die Figuren der linken Seite, Johannes d. T. und Johannes des Evangelisten, sowie der rechten Seite, Moses und Petrus, verkünden die Glaubensfestigkeit. Das Relief der Attika zeigt die Auferstehung Christi, die von den Figuren der Nischen, links Jesaja für das AT, rechts Paulus für das NT, bezeugt wird.
Über dem Portal steht zwischen den Figuren des Glaubens und der Stärke der Salvator. Die aus Eichenholz reich geschnitzte Tür (z. Z. im Depot) zeigt in dem als Portikus perspektivisch gestalteten Mittelrelief Christus mit der Ehebrecherin, darüber die Buchstaben „VDMIE“ für den Wahlspruch der protestantischen Partei in den Auseinandersetzungen um die M. des 16. Jh. stehend: „Verbum domini manet in aeternum“ (Das Wort des Herrn bleibt in Ewigkeit), vermutlich von Hans Walther II.

Westflügel: Relativ gut erhalten, die Außenarchitektur zeigt sich in der Gestaltung von Dunger & Frölich, dreigeschossig mit Ecktürmen, Satteldach und drei Zwerchhäusern mit Volutengiebeln. In der Mitte vorgelegt ein Balkon über Atlantenfiguren von Adolf Rentsch. Im Hof sind nur die Umfassungsmauern und ein Teil des Volutengiebels aus dem 16. Jh. erhalten. An der Südseite des Westflügels sind noch Teile des Säulenganges aus der Zeit Wolf Caspar von Klengel vorhanden, die gekuppelten toskanischen Säulen weisen Tropfsteinmotive auf. Im Erdgeschoss sind die Räume des Grünen Gewölbes weitgehend unversehrt.
Von besonderer Bedeutung sind das Silberzimmer mit stuckierten Fruchtschnüren am Gewölbe und der über zwei Säulen gewölbte zweischiffige Pretiosensaal, beide Räume in ihrer Gestaltung von 1550 erhalten. Die außerordentlich feine Stuckdekoration des Pretiosensaals, die eine Kassettierung und kameenartige Ovalfelder mit figürlichen Reliefs zeigt, ist von hervorragendem künstlerischem Rang. Hier zeigt sich der Einfluss der antiken Stuckdekoration in Rom. Die Türgewände, die Eisentüren sowie die eisernen Läden stammen von der barocken Umgestaltung, aus dieser Zeit auch das Beispiel einer restaurierten Spiegelwand und die Ausstattung des Eckkabinetts mit Spiegeln und Konsolen, weiterhin die Malereien in der flachen Kuppel und in den Fensterlaibungen. Von den Räumen im zweiten Obergeschoss sind – neben den Ofennischen – die ausgebauten und ausgelagerten Ausstattungen erhalten geblieben.

Südflügel des Großen Schloßhofes: In seinen Umfassungswänden aus dem 16. und 17. Jh. erhalten, teilweise auch die Zwerchhäuser und Volutengiebel. Schwer beschädigt wurde die plastische Dekoration am südwestlichen Wendelstein, besser erhalten deren ungefähre Kopien am südöstlichen von 1683. Das Portal von Johann Georg Starcke stark beschädigt, doppelte toskanische Säulen flankieren die rundbogige Öffnung, im Schlussstein das Kurwappen, die Figuren von Herkules und Minerva – an diesem Ort Kopien – zerstört.

Ostflügel des Großen Schloßhofes: Stark zerstört, im Erdgeschoss noch vier Joche der spätgotischen Pfeilerhalle vorhanden, desgleichen zwei rippengewölbte Räume am Nordende. Am südlichen Ende die Englische Treppe, ein um einen quadratischen Mittelschacht sich entwickelnde dreiläufige Anlage, schwer beschädigt.

Kleiner Schloßhof: Begrenzt östlich das Torhaus, ein blockhaftes, zweigeschossiges Gebäude. Die Außenarchitektur rustiziert, das Portal zur Schloßstraße von doppelten toskanischen Säulen flankiert, im Schlussstein ein Pelikan, als Metopen des Triglyphengesimses sehr lebendig gestaltete Löwenköpfe, die Plastik von Andreas Walther III, die Löwen über dem Portal von der Umgestaltung 1896. Seitlich des Portals und darüber Fenster mit Dreiecksgiebeln. An der Südseite des Kleinen Schloßhofes zweigeschossige Loggia mit Stichbogen auf toskanischen Säulen, in der Südwestecke ein Wendelstein. Die Innenräume der den Kleinen Hof umgebenden Bauten erhielten sich samt einiger Kreuzgratgewölbe im Erdgeschoss.

Wirtschaftshof: Südlich angrenzend, die ihn umgebenden Bauteile stammen von Dunger & Frölich. Für die Ansicht des Schlosses von Bedeutung sind die Rundtürme an den Ecken zum Taschenberg und zur Schloßstraße, daneben aufwendige Giebel und Erker, die Architektur kräftig rustiziert und mit neubarocken Schmuckelementen versehen. Am südöstlichen Eckturm ein kleines Renaissanceportal des 16. Jh. eingefügt.

Grünes Gewölbe (Residenzschloss, Taschenberg 2). Die Schatzkammersammlung von Weltrang aus der kurfürstlichen „Geheimen Verwahrung“, einem im Westflügel des Dresdner Residenzschlosses gelegenen Tresorraum, hervorgegangen. Der Bestand an Meisterwerken der Gold- und Silberschmiedekunst wurde zusammengetragen aus der kurfürstlichen Kunstkammer, der Silberkammer, der „Geheimen Verwahrung“ und vermehrt durch Ankäufe und im Auftrag Augusts des Starken entstandenen Juwelierarbeiten (aus Dehio Dresden 2005, H. Magirius).
9. ↑  Denkmaltext

Die Altstädter Hauptwache, auch Schinkelwache, heute als Theaterkasse genutzt, befindet sich zwischen Theaterplatz und Sophienstraße. Sie ist nach Entwürfen von Militäroberbauamt und Karl Friedrich Schinkel 1830–32 im Stil eines griechischen Tempels als Sandsteinbau ausgeführter worden. Außerdem war Joseph Thürmer daran beteiligt. Er lieferte die Detailzeichnungen zu den Fassaden und war möglicherweise auch als künstlerischer Leiter tätig. Die Wache ist neben Schloß Albrechtsberg und der Villa Stockhausen (beide in Loschwitz) das einzige Bauwerk des Berliner Klassizismus in Dresden. Die Alten Wache am Neumarkt, ein Vorgänger, 1715 (oder 1715–1716) nach Plänen von Johann Rudolph Fäsch errichtet, wurde bereits 1765 nach einem Brand abgetragen. Die Schinkelwache ist 1945 ausgebrannt und 1955/56 wiederhergestellt worden. Ab 1985 diente sie als zentrale Theaterkasse. Wichtige Restaurierungen/Sanierungen erfolgen 1993 und 1995/96. Ihre Mittelteil ist als Antentempel gebildet, flankiert von niedrigeren dreiachsigen Trakten. Die einstige, zum Schloss zeigende, Waffenhalle (Vorhalle) wird von sechs ionischen Säulen, darüber ein Flachgiebel (Tympanon) mit der Figur der Saxonia von Joseph Herrmann, belebt. Im Giebelfeld zum Theaterplatz erscheint die Figur des Mars von Franz Pettrich.
Die Altstädter Hauptwache in Dresden ist das bedeutendste Bauwerk des deutschen Klassizismus in Sachsen, auch wenn Schinkel die einzigartige Wirkung seiner Neuen Wache in Berlin hier nicht wieder zu erreichen vermochte. Darüber hinaus bildet sie mit den anderen Bauten am Theaterplatz ein einzigartiges städtebauliches Ensemble von Weltrang (aus: Dehio Dresden 2005, bearbeitet am 8. Mai 2019).
10. ↑  Denkmaltext

Zwinger (Sophienstraße/Ostra-Allee). Als Ensemble von Galerien und Pavillons um eine Hofanlage in seiner architektonischen Qualität von europäischer Bedeutung, 1709–28 von Matthäus Daniel Pöppelmann und Balthasar Permoser für Kurfürst Friedrich August I. (August den Starken) (1670–1733) errichtet.
Der Name des Bauwerks nimmt Bezug auf den Ort seiner Entstehung, den „Königlichen Zwingergarten“ im Bereich zwischen der mittelalterlichen Stadtmauer und den Befestigungswerken der Renaissance.
Ausgangssituation ein Küchengarten im Anschluss an eine 1673–96 errichtete Festbaugruppe, bestehend aus Reithaus, Schießhaus und Komödienhaus, die im Zuge des Zwingerneubaus schrittweise beseitigt wurde.

Baugeschichte: Seit 1709 vorerst nur Anlage der sich im Halbrund öffnenden Terrassierung der Wallböschung im Bereich des späteren Wallpavillons zur Aufstellung einer Orangerie. Im Scheitel der Anlage eine große, zweiläufige Treppe zur Erschließung von vier Terrassenebenen. Modifiziert blieb diese Treppe im später errichteten Wallpavillon erhalten. 1711 Bau der Bogengalerien zu beiden Seiten der Treppe und Baubeginn der rechtwinklig anschließenden zweigeschossigen Pavillons mit Nymphenbad. Seit 1712 Entwürfe für einen Pavillon im Scheitel der Bogengalerien über der Treppe. Die für drei Pavillons und Bogengalerien konzipierte Baugruppe der Orangerie war vorerst als in sich abgeschlossene Anlage gedacht. Seit 1712 Entwürfe zum Anschluss der Orangerie an einen geplanten Schlossneubau. Planungsgrundlage die Kreuzung der Hauptachsen von Orangerie, Schloßalt- und Schlossneubau. Im Rahmen dieser Planungen Konzeption der Langgalerie, Baubeginn 1713. Das Kronentor nimmt in diesem Zusammenhang die Hauptachse des geplanten Schlossneubaus auf und fungiert als „Erstes Portal“ zum Schlossareal. 1714 Baubeginn für das Kronentor, 1715 für den Wallpavillon. Neben der Architektur gewann die Ausstattung mit baugebundener wie auch mobiler Skulptur zunehmend an Bedeutung. Ihren Höhepunkt erreichte sie im Bildschmuck des Wallpavillons. Unter der Leitung von Balthasar Permoser wirkten Paul Heermann, Johann Joachim Kretzschmar, Johann Benjamin Thomae, Johann Christian Kirchner, Johann Matthäus Oberschall und Johann Paul Egell. 1718 neue Pläne zur stadtseitigen Abrundung des Zwingerhofes durch einen Turm mit Wasserreservoir und Kaskade. 1719 endgültige Festlegung der Grundrissdisposition durch spiegelbildliche Wiederholung der schon errichteten Pavillongruppe: Bau der zwei stadtseitig liegenden Pavillons mit Opernhaus (im Anschluss an den Pavillon der Porzellane) und Redoute (im Anschluss an den Deutschen Pavillon). Teile der südöstlichen Bogengalerie und des Stadtpavillons (Glockenspielpavillon) errichtete man behelfsmäßig in Holz. Den sich zur Elbe öffnenden Hof schloss Pöppelmann durch eine hölzerne Tribüne. Im selben Jahr Hochzeitsfeierlichkeiten im Zwinger anlässlich der Vermählung des Kurprinzen Friedrich August II. mit Erzherzogin Maria Josepha von Österreich (1699–1757). Nutzung des Zwingerhofes als Festspielplatz. 1723 Einwölbung der bis dahin nur mit Holzbohlen abgedeckten Galeriebauten und Fertigstellung des Stadtpavillons mit den sich anschließenden Bogengalerien. 1728 Vollendung der stadtseitigen Baugruppe bis auf die bildhauerischen Arbeiten, Einrichtung des Zwingers als ein „Palais Royal des Sciences“. Die Pavillons und Galerien dienten seither als Aufbewahrungsort der königlichen Bibliothek und künstlerisch-naturkundlicher Sammlungen. Erste gravierende Schäden am Bau infolge des Siebenjährigen Krieges. 1783–85 Erneuerung unter Leitung von Johann Daniel Schade. Vollendung der baugebundenen Bildwerke an der stadtseitigen Baugruppe durch Johann Baptist Dorsch und Thaddäus Ignatius Wiskotschill.

1847–55 Abschluss des elbseitig offenen Hofes durch die Errichtung der Gemäldegalerie von Gottfried Semper und Aufstellung des Denkmals König Friedrich August I. im Zwingerhof. 1849 Brand der östlichen Pavillongruppe in Folge der Dresdner Mairevolution. Wiederaufbau unter Leitung von Karl Moritz Haenel 1852–63. Anstelle des abgebrannten Opernhauses am Porzellanpavillon und des Baukörpers hinter dem Deutschen Pavillon entstanden Anbauten für museale Zwecke, die die Stadtseite des Zwingers wesentlich aufwerteten.
Abriss der Außentreppe am Stadtpavillon und Bau zweier Treppenhäuser in der bis dahin offenen Halle im Erdgeschoss des Stadtpavillons. Das Skulpturenprogramm wurde ergänzt durch Werke von Ernst Julius Hähnel. Freiflächengestaltung durch Carl Adolf Terscheck. 1880–98 zweite umfassende Instandsetzung und Anstrich mit Ölfarben.

1924–36 großangelegte Gesamtrestaurierung unter Leitung von Hubert Ermisch. Als Bildhauer tätig Georg Wrba, Paul Polte und Alexander Höfer. Für das Nymphenbad und den Stadtpavillon entstanden neue Skulpturen „aus dem Geiste“ Permosers. Die im 19. Jh. entfernten Skulpturen der Balustraden wurden durch Vervielfältigung einiger Originale ersetzt. Die Hofgestaltung in Anlehnung an den Gartenplan Pöppelmanns von 1729 (Kupferstichwerk) rekonstruiert. 1933–36 Installation von Uhr und Glockenspiel mit Glocken aus Meißner Porzellan am Stadtpavillon (Hofseite). Am 13. Februar 1945 starke Zerstörung durch Sprengbomben und Brandmunition. Der Wallpavillon war bis auf das Erdgeschoss und wenige Mauerschäfte im Obergeschoss zerstört, die sich elbseitig anschließende Bogengalerie aufs schwerste beschädigt.
Erhalten blieben: das Nympenbad, die Umfassungsmauern der vier Eckpavillons, der Langgalerien, des Stadtpavillons und des Kronentores. Der Wiederaufbau begann 1945 unter Hubert Ermisch und wurde 1963 abgeschlossen. 1990 Restaurierung des Kronentores, seitdem fortlaufende Restaurierungsarbeiten.

Beschreibung: „Kein Bau des Jahrhunderts zeigt ein gleiches Maß an spontaner Genialität. Man darf am Zwinger nicht die bezaubernde Fülle und den romantischen Übermut der Einzelform als das allein Wesentliche ansehen, ebensosehr ist es die Klarheit und Größe des Grundrisses.“ (Georg Dehio 1931).
Der Zwinger umschließt einen gleichsam quadratischen Hof, der sich nach zwei Seiten in spiegelsymmetrisch korrespondierende Höfe mit Segmentbogenschluss öffnet. Die Harmonie seiner Grundrissdisposition steht im Kontrast zur wechselvollen Entwurfsgenese, die zwischenzeitlich einer Vielzahl anderer, unvollendeter Konzeptionen folgte. Die verwirklichte Version in Anknüpfung an klassische Vorbilder (Stichwerke des Carlo Fontana), Gartenanlagen in Wien (Palais Schönbrunn) und Dresdner Festspielhöfe des 17./18. Jh. (Amphitheater westlich des Residenzschlosses 1697/Arkade für ein Vogelschießen 1699/Arena vor dem Schloß 1709). In der Achse von Wall- und Stadtpavillon erstreckt sich der Hof über 186 m.

Das in Elbsandstein errichtete Bauwerk zeigt sieben durch Galeriebauten verbundene Pavillons, die die Hauptachsen des Hofes markieren. Es ruht auf einem nur durch Portale und Treppen aufgebrochenen Sockel. Bestimmend für den Hof die filigrane Struktur der Galerien, die auch das Erdgeschoss der vier Eckpavillons prägt. Grundmotiv die von Pilastern flankierte Bogenöffnung unter Balustraden auf klassischem Gebälk. Fries, Schlussstein, Kapitell der Pilaster und Bogenzwickel vegetabil-dekorativ bereichert. In der Achse der Pilaster Figuren und Vasen auf allen Galerien. Den Fenstern der vier Bogengalerien wurden Konsolen zur Aufstellung der Orangenbäume vorgelagert, auf der Wallseite vor jedem, auf der Stadtseite vor jedem zweiten Fenster. Als Konsolträger dienen wilde Fabelwesen, auf Seiten des Wallpavillons im Wechsel mit Masken auf Voluten. Die zweite Konsole südwestlich des Wallpavillons von Permoser (Kopie). Original erhalten die achte, zwölfte und fünfzehnte Konsole südwestlich des Wallpavillons. Bemerkenswert die große Sensibilität ihrer Meister für die gleichsam organisch modellierte Oberflächenstruktur der ausdrucksstark gegebenen Wesen. Von großem Einfühlungsvermögen in den Stil Permosers zeugen die Konsolen aus der Zeit nach 1783 von J.B. Dorsch und F.I. Wiskotschill auf der Stadtseite. Die dritte, fünfte und siebente Konsole (mit Signatur) nordöstlich, die zweite, dritte und siebente Konsole südwestlich des Stadtpavillons original erhalten.
Die Hofseite der Langgalerie durch Integration von 10 mehrschaligen Brunnen sowie von Spiegeln und Balustern in Grotten- und Tropfsteindekor zur Grottenwand uminterpretiert. Das in der Substanz zum großen Teil original erhaltene Figurenprogramm der Brunnen zeigt Fabelwesen, Faune und Putten als Wasserspeier und Träger der Becken.

Die vier Eckpavillons wiederholen in ihren noblen Proportionen die Fassadenstruktur der Galerien: Aufbau in je zwei Geschossen über neun, an der Stirnseite über drei Achsen. Die Mittelachse der Hauptschauseite akzentuiert durch das im Halbrund zweiläufig aufstrebende Treppenpaar, durch ein Säulenportal unter aufgebrochenem Giebel im Erdgeschoss und durch eine von Giebelsegmenten gefasste Kartusche über dem Fenster im Obergeschoss. Ähnlich akzentuiert auch die Mittelachse im Obergeschoss der Stirnseiten. Im Fries unter der Traufe der doppelköpfige Reichsadler, ein Hinweis auf das Reichsvikariat Augusts des
Starken nach dem Tode Kaiser Josephs I. 1711. Über der Traufe (Hof- und Rückseite) je vier von Vasen bekrönte Gaupen. Die Eckpunkte des Dachfußes jeweils akzentuiert durch ein Figurenpaar. Nur wenige dieser Bildwerke noch während der Bauzeit auf den zwei wallseitigen Pavillons entstanden. Die Ikonographie (Götter, Schäfer, Musiker, Nymphen und Faune) heterogen, da offensichtlich für andere Zusammenhänge bestimmt. Ergänzt um Bildwerke (Allegorien) nach 1783 und 1852. In der Achse der Pilaster bekrönt je ein Putto die Pavillons. Die Dächer wurden in  Modifikation eines Mansarddaches angelegt und in Kupfer gedeckt. Auf dem First je zwei reich dekorierte Lüftungsschornsteine.

Die Rückseite des Französischen Pavillons wurde in das dekorative Programm des Nymphenbades, eines Grottensaales unter freiem Himmel einbezogen. Im Scheitel der Anlage eine Kaskade mit wasserspeienden Tritonen und Nymphen am Beckenrand.  Zwei flankierende Treppenläufe erschließen den Wall. Die Gliederung der Wandflächen folgt dem Duktus der Galerien. An Stelle der Fenster Nischen zur Aufnahme von Skulpturen. Nur die Oberflächenstruktur dekorativ modifiziert. Bänder in Grottendekor zieren alle Pilaster. Schlusssteine, Gebälk und Kapitelle zeigen Schilf- und Muschelornamentik.
In den Nischen der Seitenwände Skulpturen in der Gestalt von Nymphen. Original erhalten die Meisterwerke von Permoser, Kirchner und Egell in sechs Nischen auf der SW-Seite der Grotte. Besonders hervorzuheben die Balthasar Permoser zugeschriebenen Bildwerke in der zweiten, fünften und sechsten Nische hinter dem Pavillon. Beachtlich die gleichsam malerische Interpretation menschlicher Leiber im Kontrast zur Dynamik der in ihrer Stofflichkeit überzeugend gegebenen Gewänder. Gegenüber freie, am Naturalismus der 1920er Jahre orientierte Arbeiten aus der Werkstatt von Wrba, Polte und Höfer. Über der Kaskade die Figurengruppe „Neptun und Amphitrite“ sowie „Triton und Nereide“.

Das Kronentor ist einer der architektonischen Höhepunkte des Zwingers, denen das Ensemble seinen Weltruhm verdankt. Pöppelmann knüpfte mit dem Bau an Werke des italienischen Hochbarock (G. L. Bernini), insbesondere aber an Entwürfe zu Ehrenpforten des J. B. Fischer von Erlach für Wien an. Als Torturm angelegt, durchbricht sein rundbogiger Durchgang den Sockel des Bauwerkes. Zwei Säulenpaare flankieren den Bogen links und rechts, dem Nischen mit Bildwerken (die Originale jüngst durch Kopien ersetzt) zugeordnet wurden. Auf der Grabenseite links Vulkan von Permoser und rechts Bacchus von Johann Joachim Kretzschmar. Auf der Hofseite links Ceres von Permoser und rechts Pomona wohl von Egell. Die hervorragende Qualität jener Bildwerke besonders anschaulich in der gleichsam expressiv-dramatisch gegebenen Darstellung des Vulkans, der die Ausdruckskraft der um wenige Jahre jüngeren Hermen am Wallpavillon vorwegnimmt. Stark verkröpftes Gebälk, gesprengte Giebel und mächtige Schlusssteine mit Köpfen und Wappen markieren die Zäsur zum Obergeschoss mit seiner nach vier Seiten geöffneten Halle, die dem Bau seine grazile Leichtigkeit verleiht. Im Inneren vier Wandnischen unter Puttengruppen in Stuck aus der Zeit nach 1852 in der Überarbeitung der zwanziger Jahre. Auch die Attika ruht auf verkröpftem Gebälk, gebrochenen Giebeln, figurierten Schlusssteinen, sächsisch-polnischem Wappen, Namenszug und Krone nach Hof und Graben. Auf der Attika zwölf Skulpturen verschiedener Themenkreise um Herkules und die Jahreszeiten. Die Parallelität beider Themen und deren Ergänzung um Merkur und Apoll lässt vermuten, dass auch das Attikaprogramm des Kronentores einst für andere Bestimmungsorte gearbeitet worden war. Die Kuppel in Kupferblech dient als Träger von vier polnischen Adlern und der Königskrone. Akanthusranken zeichnen die Kuppelform nach. Hofseitig vor dem Portal zwei lebensgroße Skulpturen eines Tambourinschlägers (Kopie) und eines Flötenspielers (Original).

Im Wallpavillon erreichte Pöppelmann den Höhepunkt seiner Ausdruckskraft als entwerfender Architekt. In der Verquickung von Treppe und Pavillon eines der eigenartigsten und bedeutendsten Bauwerke der europäischen Kunst. Im Grundriss „sprengt“ der Pavillon gleich einem Edelstein den „Ring“ der Galerien. Die Hülle des Bauwerkes im steten Wechsel der sich konkav und konvex wölbenden Fenster und Pfeilerachsen fragil-dynamisch aufstrebend.  Die enge Verschmelzung von Skulptur und Architektur konstitutiv für die vital-organische Qualität seiner Erscheinung. Die Ikonographie des Bildprogramms in zwei Ebenen veranschaulicht: Gleich dem Nymphenbad, den Bogengalerien und der Langgalerie dient auch das Erdgeschoss des Wallpavillons mit seinen Hermen einer Darstellung von Kräften der Natur. Im Kontrast dazu durchdringen sich über der Traufe die Welten von Mythologie und Politik. Ikonographische Mitte der stellvertretend die Weltkugel tragende Herkules (Hercules Saxonicus) über dem kursächsischen Wappen. Darin eine Anspielung auf die Reichsstatthalterschaft Augusts des Starken 1711. Zu beiden Seiten der Giebelkartusche die Gruppe der drei Göttinnen Venus, Minerva und Juno um König Friedrich August I. in der Rolle des Paris. Weitere vier Skulpturenpaare auf der Attika sind Personifikationen der vier Winde, die den Ruhm des Herrschers in alle vier Himmelsrichtungen tragen. Auf dem wallseitigen Giebel Juno und Jupiter. Der Pavillon ruht auf einem großzügig ausschwingenden Treppenplateau. Das Erdgeschoss in fünf Achsen durch unterschiedlich große Bögen und zwei Öffnungen unter horizontalem Sturz gleichsam „aufgerissen“. Mittig erschließt eine Treppe das Niveau der Bogengalerien. Die Hermen organisch an die Pilastergruppen zwischen den Bögen gebunden und „Träger“ von Vasengruppen über dem stark verkröpften Gurtgesims. Die Pilasterbündel zwischen den Bögen dienen ihrerseits als Träger der sich organisch vom Kern der Architektur lösenden Hermen. In der Ausdruckskraft individuell ausgeprägter Charaktere unübertroffen. Der rechte Gebälkträger der östlichen Dreiergruppe in Anlehnung an David von Bernini. Bis auf die Hermen der zwei östlichen Pfeilerbündel (Paul Heermann) Balthasar Permoser zugeschrieben. Trotz starker Beschädigungen in großen Teilen original erhalten. Die Schlusssteine der Bögen in Form von Kartuschen mit Monogramm Augusts des Starken und Kurschwertern von polnischen Adlern und pflanzlichem Dekor eingebunden. Das Obergeschoss auch in seiner Fassade zum Wall erlebbar.
Charakteristisch die gleichsam „zerfetzte“ Giebelstruktur über der durch Bögen aufgebrochenen Traufe. Von großem Gewicht der mittlere Giebel mit Wappenkartusche, Krone und flankierenden Genien unter dem Bildwerk des Hercules Saxonicus von Balthasar Permoser (Kopie). Die die Wandpfeilersockel bekrönenden Figurengruppen Kopien nach Werken von Paul Heermann (Prinz Paris, Venus, Juno und Minerva), Johann Christian Kirchner (Gruppen der Winde) und Johann Benjamin Thomae (Juno und Jupiter). Die Originale zum Teil im Lapidarium. Das den bewegten Grundriss nachzeichnende Dach mit ausgeprägter Mansarde dient gleichsam als Fond für das Spektakulum über der Traufe.

Der Stadtpavillon (Glockenspielpavillon) wiederholt in seiner Ansicht zum Hof die Grundgestalt des Wallpavillons. Beachtlich die nach 1783 durch Johann Baptist Dorsch und Thaddäus Ignaz Wiskotschill im Stile des Hochbarock höchst sensibel nachempfundenen Hermen auf den Wandpfeilern zwischen den Bögen. Zugehörig weitere Figuren allegorischen Inhalts über der Attika (Hofseite). Die Stadtseite in der Fassung von Karl Moritz Haenel zeigt auch im Erdgeschoss gleich dem Obergeschoss flache Pilaster auf Wandpfeilern zwischen fünf, das Erdgeschoss öffnenden Bögen. Im Erdgeschoss dienen vier geschwungene Treppenläufe der Erschließung beider Bogengalerien. Die einst offene Halle durch den Bau zweier Treppenhäuser in Verlängerung der Galerien in ihrem urspr. Erscheinungsbild modifiziert. Original erhaltene Putten zieren die Postamente der Treppenbalustraden.

 Die Innenräume der Galerien über toskanischen Säulen und Pilastervorlagen gewölbt. Das Erdgeschoss des Mathematisch-Physikalischen Salons ähnlich dem Nymphenbad als Grottensaal konzipiert, doch schon 1815 wieder aufgelöst. Heute, gleich dem Erdgeschoss des Französischen Pavillons ein in drei Raumkompartimente gegliederter schlichter Saal unter Kreuzgratgewölben. Im Erdgeschoss des Deutschen Pavillons und des Pavillons der Porzellane je ein großer ungegliederter Saal unter einem schlichten Plafond.
Die repräsentativen Säle einst im Obergeschoss der vier Eckpavillons. Die wertvollste Ausstattung bis zur Zerstörung 1945 im Marmorsaal des Französischen Pavillons. Fußboden und Wände verkleidet in sächsischem Marmor. Über reichem Kranzgesims ein Deckengemälde (Apotheose des Hercules Saxonicus) von Heinrich Christoph Fehling. Die geplante Rekonstruktion stützt sich auf erhaltene Pilastersockel, Brüstungsfelder unter den Fenstern, Kapitelle und Fragmente des Kranzgesimses. Der Saal im Obergeschoss des Mathematisch-Physikalischen Salons in ähnlicher Ausstattung mit einem Deckengemälde (Amor und Psyche) von Louis de Silvestre. Die Ausmalung der stadtseitigen Pavillons schon im 19. Jh. zerstört.
Der Zwingerhof durch Rasenspiegel um vier große Wasserbecken gegliedert.

Im Winkel zum Nymphenbad des Zwingers, an die Gemäldegalerie westlich anschließend ein eingeschossiger gewölbter Bau mit Resten der originalen Ausmalung aus der M. des 19. Jh., (urspr. Teil des Kupferstich-Kabinetts, heute Café), wohl das Requisitengebäude oder Braunsche Atelier, das nach Plänen von Carl Moritz Haenel und Bernhard Krüger 1853–1854 errichtet wurde, ebenso die Anbauten A (Seite zum Postplatz) und B (Seite zum Taschenberg) (aus: Dehio Dresden 2005, bearbeitet am 23. November 2015).
11. ↑  Denkmaltext

Opernhaus (Theaterplatz 2). Das als Semperoper bekannte zweite Dresdner Hoftheater stellt mit seinem machtvollen Außenbau und glanzvollen Interieur einen Höhepunkt in der Theaterbaugeschichte Europas dar. Der Vorgängerbau, das erste Hoftheater 1838–41 von Gottfried Semper, war Teil eines Forumplanes, 1869 ausgebrannt und abgetragen. Neubau 1871–78 ebenfalls nach Entwurf von Gottfried Semper, Bauleitung durch seinen Sohn Manfred Semper. 1945 ausgebrannt, 1948 Einsturz des rückwärtigen Giebels, 1952–57 konstruktive Sicherung, Wiederaufbau 1977–85 unter Leitung von Wolfgang Hänsch, dabei Wiederherstellung des Äußeren des Zuschauerhauses sowie der Vestibüle und Foyers, aber Verbreiterung der Annexe am Bühnenhaus, rückwärtig – von der oberem Foyer – halbkreisförmig vor, die giebelbekrönten Seitenflügel enthielten Säle. Der reiche figürliche Schmuck zum Teil am heutigen Bau erhalten, so die Figuren Goethes und Schillers von Ernst Rietschel, die Figuren von Shakespeare, Molière, Sophokles und Euripides von Ernst Julius Hähnel. Einer der Giebel von Ernst Rietschel heute in der Ortenburg Bautzen.
Das zweite Hoftheater zurückverlegt, um den von Hofkirche, Schloss und Gemäldegalerie umgebenen Platzraum des Theaterplatzes zu schaffen. Der in Elbsandstein errichtete Bau des zweiten Hoftheaters mächtiger ausladend und in den Formen der Hochrenaissance gestaltet. Der Zuschauerraum jetzt über segmentbogenförmig vortretenden Grundriss, segmentbogenförmig geführt auch die vorgelegten Foyers als Galerien in zwei Geschossen, seitlich die Treppenhäuser und Wagenvorfahrten, die Baumassen gestaffelt und überragt von dem kastenartigen Bühnenhaus mit Dreieckgiebeln. Vor den Foyergalerien erhebt sich in der Mittelachse eine Exedra mit großer Nische, bekrönt durch eine prachtvolle Pantherquadriga mit Dionysos und Ariadne von Johannes Schilling, von demselben die Bronzereliefs hinter den Figuren von Schiller und Goethe. Von Schülern Schillings stammen die Figuren der Musen seitlich der Attika der Exedra, Terpsichore von Robert Ockelmann, Thalia von Georg Dielmann, Melpomene von Rudolf Hölbe, Polyhymnia von Heinrich Epler. In der Kalotte Gemälde der drei Grazien sowie Marsyas und Apoll von Paul Kießling.

Die Figurenpaare auf den seitlichen Vestibülen beziehen sich auf die klassische Bühnenkunst an der Elbseite und auf die romantische auf der Zwingerseite, geschaffen von Schülern Ernst Rietschels und Ernst Julius Hähnels. Auf der Elbseite Zeus und Prometheus von Heinrich Bäumer, Antigone und Kreon von Robert Härtel, Medea und Jason von Hermann Hultzsch und Satyr und Bacchantin von Carl Friedrich Echtermeyer, auf der Zwingerseite Hexe und Macbeth von Gustav Braßmann, Faust und Mephisto von Gustav Kietz, Steinerner Gast und Don Juan von Heinrich Möller sowie Titania und Oberon von Robert Diez. Von gleicher Thematik bestimmt die Lünettenbilder in den beiden oberen Rundfoyers, die gleichzeitig die Entwicklung der Theaterkunst repräsentieren, davon elbseitig original erhalten das Bild Prometheus von Friedrich Preller d. J., Antigone und Medea von Heinrich Gärtner, Horatius und Phädra von Friedrich Preller d. J., Iphigenie von Adolf Thomas und Alkeste von Heinrich Gärtner. Auf der Zwingerseite erhielten sich die Lünetten Hamlet von Erwin Oehme, Die Räuber von Carl Wilhelm Müller, Wilhelm Tell von Erwin Oehme, Die Zauberflöte von Theodor Choulant. Alle anderen Bilder Rekonstruktionen nach historischen Vorlagen.

Die phantasievollen Treppenhäuser und die damit verbundenen Vestibüle weisen die originale Raumgestaltung und teilweise die originale Ausgestaltung mit Stuckmarmor und Stucco lustro auf. Im unteren Rundfoyer ist die malerische Ausgestaltung mit gemalten Eichenholzpaneelen mit goldenem Intarsienschmuck rekonstruiert. Reste der originalen Gewölbedekoration erhalten. Im festlichen oberen Rundfoyer erhielten sich einige Säulen und Wandfelder in Stuckmarmor und Stucco lustro, die Deckengestaltung und Bemalung mit Szenen aus dem Leben des Gottes Dionysos und anderer Göttersagen, die sich auf die Entwicklung der Akte einer Tragödie beziehen, Rekonstruktionen. Der Zuschauerraum in der Grundrissform und in der Anordnung der Ränge verändert, die dekorative Ausstattung und Polychromie in Grün und Rosé aber dem Original angenähert, der Plafond mit den Bildern der vier europäischen Theaternationen und mit Bühnenbildern von dem Thron der pontischen Gerechtigkeit rekonstruiert. Neu geschaffen auch der große Bühnenvorhang mit Darstellung der Phantasie mit Musen der Bühnenkunst, ehem. von Ferdinand Keller. Die bildkünstlerische Leitung der Restaurierung der Innenräume lag in den Händen von Helmar Helas und Matthias Schulz. Die Wiederherstellung der Dresdner Oper unter Mitwirkung der Denkmalpflege ist als Bekenntnis für die nach den Kriegszerstörungen lange Zeit bekämpften historischen Dresdner Traditionen zu werten (Dehio Dresden 2005, geringfügig bearbeitet).

Die bis 1985 entstandenen Funktionsanbauten der Semperoper für Fundus, Garderoben, Probebühnen, Probesäle, Betriebsgaststätte und Verwaltungsräume erscheinen als konsequent moderne Ergänzung zum historistischen Opernhaus Sempers. Chefarchitekt war Wolfgang Hänsch, der auch maßgeblich am Kulturpalast mitwirkte. Sie sind geschichtlich (baugeschichtlich, als herausragende Beispiele für die Architektur der Spätphase der DDR) und (im Zusammenhang mit dem eigentlichen Opernhaus und dem Theaterplatzensemble) städtebaulich bedeutend.  Vieles spricht dafür, ihnen auch einen künstlerischen Wert beizumessen. Im größten der Gebäude wurden die Garderoben auf gelungene Weise um die Probebühnen und -säle gelegt. Eine Etage tiefer befinden sich unter den Garderoben der Fundus und Räume für die Verwaltung und unter den Probebühnen und- sälen Räumlichkeiten für die Heizzentrale usw. Abgesehen davon erscheint die Wegeführung zwischen den Funktionsbauten und zwischen diesen und dem Hauptgebäude der Semperoper wohl durchdacht. Die Innenausstattung wurde wirkungsvoll aufeinander abgestimmt. Die Sandsteinmasken am zur Elbe gelegenen Anbau für die große Probebühne stammen vom Dresdner Bildhauer Peter Makolies.

Im ersten Obergeschoss des Gastronomiegebäudes sekundär eingebautes Stuckerelief des Pettrich-Schülers Christian Gottlieb Kühn, 1826, ursprünglich an seinem Wohnhaus Dresden, Pillnitzer Str. 26, angebracht. Die Denkmalfähigkeit der Anbauten ergibt sich nach dem bisher Dargelegten aus der geschichtlichen, künstlerischen und städtebauliche Bedeutung.
Darüber hinaus ist bei ihnen auch die Denkmalwürdigkeit gegeben, da die Denkmaleigenschaft und die Notwendigkeit der Erhaltung der Anbauten mindestens einem breiten Sachverständigenkreis plausibel ist.
Derartig bedeutende Beispiele der Nachkriegsmoderne werden von den Denkmalpflegern anderer Bundesländer seit geraumer Zeit als Denkmale gewürdigt und behandelt. Darüber hinaus sind die Funktionsanbauten auch künstlerisch von Belang, was von vornherein die Würdigkeit begründet. Hinzu kommt deren Authentizität und Integrität (LfD/2013).
12. ↑  Denkmaltext

Italienisches Dörfchen, Gaststätte (Theaterplatz 3). Unmittelbar am Elbufer an der Stelle ehem. Wohn- und Werkstätten der an der Hofkirche beschäftigten italienischen Steinmetzen gelegen, bildet es den nordöstlichen Abschluss des Theaterplatzes. Elbseitig von einer schmalen Terrasse und zur Brücke hin von einem Terrassengarten mit rasterartig angeordneten und kastenförmig geschnittenen Linden umgeben, daneben zum Fluss führende monumentale Freitreppe.
Niedriger mehrgliedriger Sandsteinbau, 1911–13 von Hans Erlwein in Formen des Neuklassizismus mit Anklängen an den Jugendstil errichtet, 1945 stark beschädigt. Wiederaufbau 1955–57, der Außenbau weitgehend wiederhergestellt, im Innern neu gestaltet. 1991–93 Restaurierungen am Außenbau und Rekonstruktion einiger Innenräume unter Leitung von Matthias Schulz. Der eingeschossige Hauptbau mit Mansardgeschoss und großen Zwerchhäusern über dem elb- und platzseitigen Säulenportikus, westlich der eingeschossige Verbindungsbau zum rechteckigen, erhöhten Pavillon. Die einzelnen Gebäudeteile in gebrochener Fassadenführung mit Walm- und Satteldächern. Kannelierte ionische Pilaster und hohe rundbogige Fenstertüren, deren Gewände nahezu eine Arkatur bilden, gliedern die Fassaden. Die Reliefs über den Fenstertüren (Porträts) und die allegorischen Figuren in den Giebelfeldern der Zwerchhäuser sowie der Brunnen an der Westseite des Flügels und die Bronzeplastik Putto mit Truthahn am Terrassengarten von Georg Wrba. Korridorartiges, durch ionische Säulen und Pilaster optisch geweitetes und überwölbtes Vestibül. Das Innere der einzelnen Säle urspr. von Otto Gußmann, Paul Perks und Paul Rößler eklektizistisch gestaltet. Die Kaffeesäle im Hauptbau nach Otto Gußmann: im großen Saal barockisierende Stuckdecke und klassizierende farbige Wandvertäfelung mit Genreszenen und Blumenstücken, im kleinen Saal bemalte Kassettendecke im Stil der Renaissance. Der Weinsalon mit plastisch stuckierter Jugendstildecke nach Georg Wrba, das Gemälde mit Darstellung der Göttin Diana nach Paul Rößler. Im Bier- und Speisesaal des Westflügels ebenfalls der Renaissance verpflichtete und Paul Perks nachempfundene bemalte Holzdecken und Friese (aus: Dehio Dresden 2005, geändert 2015).
13. ↑  Denkmaltext

Das großformatige Glasfenster in der einstigen HO-Gaststätte „Szeged“ wurde im Auftrag des Rates der Stadt Dresden von den Künstlern Kurt Sillack (1911–2003) und Rudolf Kleemann (1931–2015) entworfen und ausgeführt. Glasschnitt, Brand und Montage des 1961 fertig gestellten Werkes lag in den Händen der Firma Rudolf Beier. Dabei handelt es sich um eine Schwarzlotmalerei auf verbleiten Antik-Farbgläsern. Das 688 cm × 820 cm große Bild besteht aus 48 Einzelfeldern. Die mit „Sozialistisches Ungarn“ betitelte Arbeit zeigt vor allem folkloristische Motive. Der Gastraum im Obergeschoss der Lokalität wird von einer frei im Raum schwingenden Treppe erschlossen, die den Gast an dem künstlerisch qualitätvollen und einzigartigen Glasfenster vorbeiführt. Eine große Glaswand im Anschluss an die Treppe bezieht das farbenfreudige Glasgemälde in den Gästebereich ein. Daran hat sich auch nach der Umgestaltung zu einem modernen Treff mit Bar, Lounge und Restaurant nichts geändert. Die Arbeit von Sillack und Kleemann gehört zu den wenigen noch erhaltenen Beispielen von Kunst am Bau in Dresden aus DDR-Zeiten. Somit besitzt das künstlerisch wertvolle Objekt auch Seltenheitswert (LfD/2008).
14. ↑  Denkmaltext

Der 1962 von den Künstlern Peschel, Ponndorf und Wanitschke aus der Produktionsgenossenschaft Kunst am Bau Dresden geschaffene Rutsch- und Kletterelefant aus Beton ist ein typisches und zugleich gestalterisch anspruchsvolles Zeugnis der DDR-Kunst. Er besticht durch seine markante und zugleich kindgerechte Ausführung. Offensichtlich hat es derartige als „Rüsselrutsche“ bezeichnete Elefanten häufiger gegeben. Das in Dresden stehende Exemplar ist ein Jahr später von den gleichen Bildhauern noch einmal für den Clara-Zetkin-Park in Leipzig geschaffen worden. Ob er mit dem wohl noch erhaltenen Elefant auf dem Spielplatz „Palmengarten“ in Lindenau, Alt-West identisch ist, wurde nicht näher recherchiert. Darüber hinaus hat sich ein weiteres Beispiel in Neubrandenburg erhalten. Hier gab es drei Elefanten, die alle auf die Produktionsgenossenschaft in Dresden zurückgehen. Das aber nicht nur die Dresdner Künstler „Rüsselrutschen“ bauten, zeigt ein eher konstruktiv-sachlich anmutendes Objekt in Halle-Neustadt von Otto Leibe, 1970 aufgestellt, das in die Denkmalliste aufgenommen werden sollte. Leider hat man es vorher entfernt. Abgesehen davon sind Betonelefanten auf Kinderspielplätzen nicht nur ein Phänomen der DDR gewesen. Im Jahre 1963 schuf der Bildhauer Ernst Thomann ein expressiv anmutendes Exemplar für das badische Emmendingen (siehe Anlage). Es wäre interessant zu erfahren, ob es einen Ideentransfer gab.
Im weitesten Sinne ist der Rutsch- und Kletterelefant ein Beispiel für Kunst am Bau, die in der DDR Programm war. Wie das Beispiel in Halle-Neustadt zeigt sind derartige Objekte gefährdet und mittlerweile auch selten geworden, was neben den bereits aufgeführten Gründen die Denkmaleigenschaft der Dresdner „Rüsselrutsche“ begründet (LfD/2015).